# Carlos Gardel
Carlos Gardel fue un cantante, compositor y actor de cine nacionalizado argentino nacido en el siglo XIX y fallecido en 1935. Es el más conocido representante del género en la historia del tango. Iniciador y máximo exponente del tango canción, fue uno de los intérpretes más importantes de la música popular mundial en la primera mitad del siglo XX, por la calidad de su voz, por la cantidad de discos vendidos (como cantante y como compositor), por sus numerosas películas relacionadas con el tango y por su repercusión mundial.
No hay unanimidad sobre el lugar y la fecha de su nacimiento. La hipótesis uruguayista sostiene que nació en Tacuarembó (Uruguay), un 11 de diciembre entre 1883 y 1887. La hipótesis francesista sostiene que nació en Toulouse (Francia) el 11 de diciembre de 1890.

Hay unanimidad en el hecho de que vivió desde su infancia en Buenos Aires y se nacionalizó argentino en 1923. Falleció el 24 de junio de 1935 en Medellín, Colombia, en un accidente aéreo.
La persona y la imagen de Gardel han sido objeto de idolatría popular, especialmente en Argentina, Uruguay y Colombia en un lugar de mito y símbolo cultural que aún mantiene su vigencia.
En 2003 la voz de Gardel fue registrada por la Unesco en el programa Memoria del Mundo, dedicado a la preservación de documentos pertenecientes al patrimonio histórico de los pueblos del mundo. Al mismo tiempo, se hace alusión a su voz y su recuerdo con la frase "cada día canta mejor".

## Biografía

### Infancia y adolescencia
La fecha y el país de nacimiento de Gardel está sujeto a controversias históricas (ver sección Controversias sobre su lugar de nacimiento). Para la hipótesis uruguayista nació en Tacuarembó (Uruguay) entre 1883 y 1887, mientras que para la hipótesis francesista nació en Toulouse (Francia) en 1890. Como consecuencia de dichas discrepancias, cada una de las hipótesis sostiene relatos diferentes sobre los hechos de su infancia y adolescencia.
Para la hipótesis francesista Marie Berthe Gardes cuyo nombre castellanizado fue Berta Gardés, fue la madre biológica de Charles Romuald Gardes, cuyo nombre fue castellanizado en Buenos Aires como Carlos Gardés y que luego él mismo transformó en Carlos Romualdo Gardel. En esta versión, Gardel habría estudiado en el Colegio Salesiano Pío IX de Buenos Aires, donde permaneció pupilo en 1901 y 1902 y fue compañero de coro de Ceferino Namuncurá, futuro beato argentino.

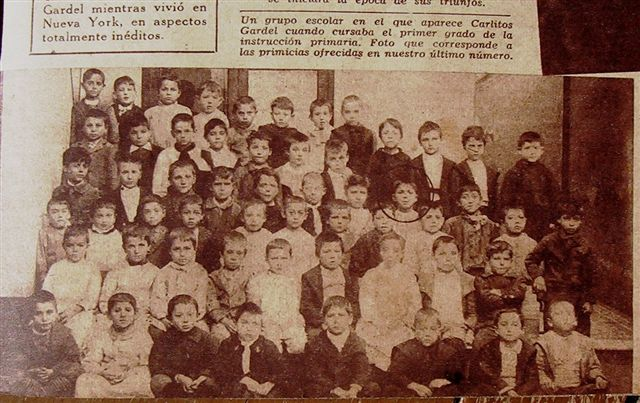
Carlos Gardel niño, con sus compañeros de primer grado "C". Según la hipótesis uruguayista, Gardel habría cursado en la Escuela de Segundo Grado de Varones No 27, Calle Durazno 337 (numeración antigua), Barrio Palermo, Montevideo.

La hipótesis uruguayista sostiene que Marie Berthe Gardes obró como madre adoptiva de Carlos Gardel y que Charles Romuald Gardes fue un hijo biológico de Berthe, menor que Carlos. La Junta Departamental de Montevideo reconoció oficialmente la asistencia de Carlitos Gardel a la Escuela de 2.º Grado de Varones del barrio Palermo de Montevideo entre los años 1891 y 1893.
Ambas hipótesis coinciden en el hecho de que Gardel fue abandonado por su padre y que vivió en Buenos Aires al menos desde 1893, en habitaciones de conventillos que compartía con su madre, aunque con intermitencias que varían según el historiador. Recién en 1927 Gardel compró una casa en el barrio del Abasto, a la cual se mudó junto con su madre.
Ambas hipótesis coinciden también en que el joven Gardel, durante la primera década del siglo XX, pudo haber tenido conductas y frecuentar ámbitos ubicados en los márgenes de la legalidad, de lo que dan cuenta prontuarios policiales de 1904 y 1915 que lo mencionan y cuyas huellas digitales coinciden con las de él, como probó una investigación realizada por el criminólogo Raúl Torre y el médico forense Juan José Fenoglio.

### Inicios artísticos

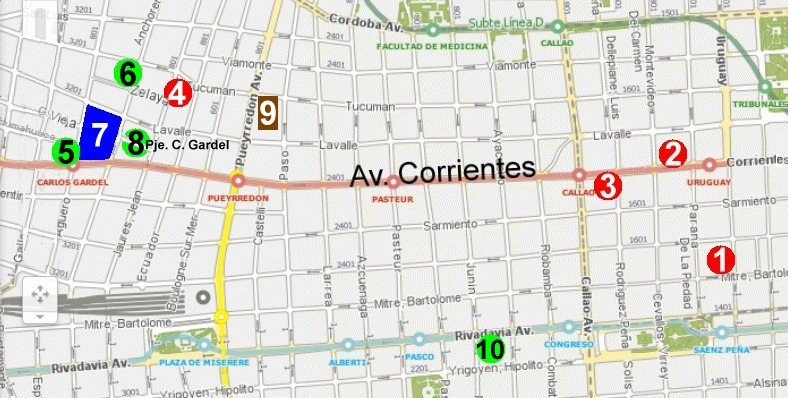
Mapa gardeliano en Buenos Aires (infancia y adolescencia).
Referencias
1. Uruguay 162 (Barrio de San Nicolás). Primer domicilio de Gardel (1893-1904).
2. Corrientes 1553 (Barrio de San Nicolás). Segundo domicilio de Gardel (1904-1914).
3. Corrientes 1714 (Barrio de San Nicolás). Tercer domicilio de Gardel (1914-1918).
4. Jean Jaurés 733 (Barrio del Abasto). Domicilio de Gardel desde 1927. Casa Museo Carlos Gardel.
5. Humahuaca y Agüero (esq. sur-Barrio del Abasto). Bar O'Rondeman, administrado por Giggio Traverso.
6. Anchorena 666 (Barrio del Abasto). Comité conservador y casa de Constancio Traverso.
7. Mercado de Abasto (1889-1985).
8. Pasaje Carlos Gardel (Barrio del Abasto). encuentro Gardel-Razzano.
9. Tucumán 2646 (Barrio de Balvanera). Colegio San Estanislao (1904).
10. Rivadavia y Rincón (Barrio de Balvanera). Café de los Angelitos.

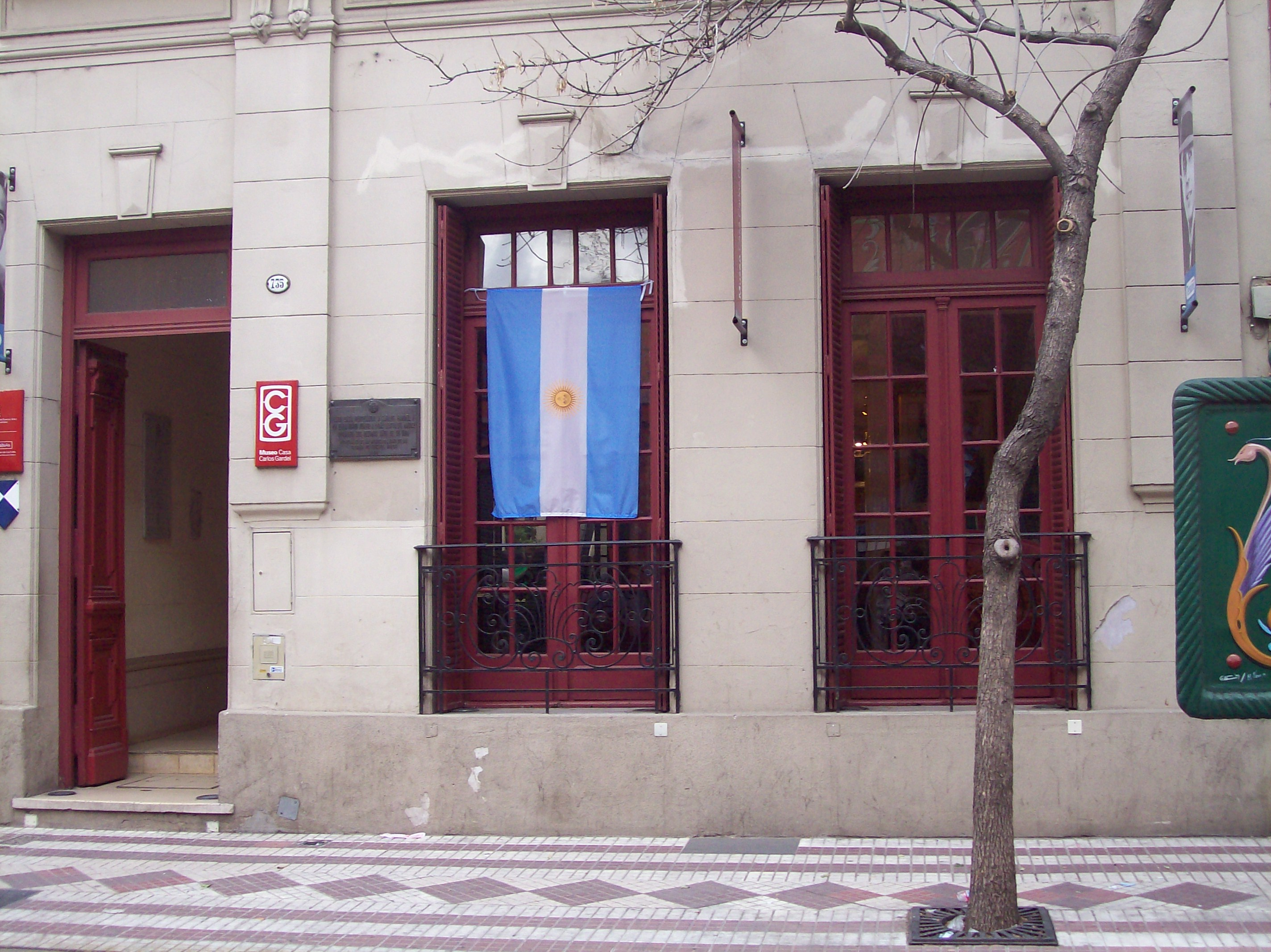
Casa de Carlos Gardel en el barrio del Abasto, en la que vivió desde 1927. Gardel frecuentaba el barrio desde comienzos de siglo y fue conocido con el apodo de «El Morocho del Abasto».

Durante su infancia y adolescencia, Gardel vivió en paupérrimas casas de inquilinato o conventillos, ubicados en el barrio de San Nicolás: primero en Uruguay 162 y luego en Corrientes 1553. Con sus primeros ingresos como músico profesional en 1914 se mudó, siempre con su madre, a un departamento modesto en Corrientes 1714. La pobreza extrema y las condiciones de vida degradantes de los conventillos porteños en la época de la gran inmigración han sido estudiadas en obras sociológicas, y representadas en obras artísticas, como El conventillo de la Paloma. Su amigo y chofer Antonio Sumaje ha contado que cuando Gardel ya era una estrella solía pedirle que le llevara a los conventillos en los que había vivido de niño, en especial al de Uruguay 162, donde se bajaba y se quedaba mirando la fachada:

De pronto, emocionado hasta las lágrimas, volvía a meterse rápidamente en el coche. Y entonces se quedaba silencioso por un rato muy largo.
Antonio Sumaje (chofer de Gardel)

El barrio, en el que Gardel, se crio es la zona de los teatros porteños que tiene su eje en la calle Corrientes, luego transformada en avenida. Eso le permitió desde muy chico estar en contacto con el mundo teatral. Su madre trabajaba planchando ropa, a veces para algunos de esos teatros, y él mismo fue reclutado por un personaje conocido como «Patasanta», que organizaba claques de aplaudidores en los teatros, cobrando dinero por prestar ese servicio. Con la «troupe de animadores» de Patasanta, Gardel fue claque, utilero y comparsista (extra), a cambio de poder asistir a los espectáculos y recibir entradas. De esta manera logró estar en contacto con actores y cantantes, de quienes imitaría los ejercicios de vocalización y otras conductas que serían de importancia para su futura formación artística:

Esos fueron mis primeros conocimientos artísticos y así fue como conseguí obtener aquella voz blanca con la cual me di a conocer.
Carlos Gardel

Así, entre muchos otros empleos informales, se desempeñó como tramoyista en el Teatro de la Victoria, donde escuchó al zarzuelista español Sagi Barba, con quien incluso llegó a tomar sus primeras lecciones informales de canto, y en 1902 pasó al Teatro Ópera, donde conoció al barítono italiano Titta Ruffo.
Siendo ya un adolescente, comenzó a frecuentar el barrio del Abasto, un barrio popular recién organizado alrededor del entonces nuevo mercado, abierto en 1893. Gardel fue invitado por un grupo de jóvenes (José «El Tanito» Oriente, Domingo «Daguita» Vito) a integrarse a la «barra» del café O'Rondeman, que estaba en Agüero y Humahuaca. El café era propiedad de los hermanos Traverso (Alberto o «Giggio», Constancio, Félix y José o «Cielito»). Estaba administrado por el primero de ellos, el «Gordo» Giggio o Yiyo, que establecería con Gardel una relación de gran afecto mutuo, con características paterno-filiales, al punto que cuando aquel falleció en 1923, Carlos fue uno de los que sostuvo el féretro. Los hermanos Traverso, liderados por Constancio, dominaban políticamente el barrio del Abasto, en nombre del Partido Autonomista Nacional, el partido conservador fundado por Julio Argentino Roca que gobernó sin alternancia el país sobre la base del fraude electoral, entre 1874 y 1916. El joven Gardel fue un protegido de los hermanos Traverso, que valoraron desde un inicio la calidad de su canto -de gran importancia para organizar la sociabilidad popular-, y promovieron su actuación tanto en el Bar O'Rondeman, como en los comités conservadores del barrio, de otras zonas de la ciudad, e incluso de Avellaneda, donde se relacionó con el hombre fuerte del conservadurismo bonaerense, Alberto Barceló, y su famoso matón, Ruggierito.

## Trayectoria en la música
Gardel comenzó a cantar semi profesionalmente en el café de los Traverso y en el comité conservador de Anchorena 666. Varios años después, en 1927, se mudó con su madre a una casa que compró exactamente a la vuelta del comité, actual Casa Museo Carlos Gardel. 
Desde fines del siglo XIX, el canto popular estaba dominado por el arte de la payada, cuya figura máxima era Gabino Ezeiza. Gardel no tenía habilidad para inventar sus propios versos a medida que cantaba, que era la característica decisiva para el éxito de los payadores, pero la calidad de su voz le fue abriendo camino poco a poco. «Gardel nunca fue payador; él era cantor», dice el historiador Pablo Taboada.
Alrededor de 1900, José Betinotti comenzaba a incursionar en la payada y conoció a Carlos Gardel cuando este ya paraba en la zona del Abasto. A él se le atribuye haberle puesto el apodo del «Zorzalito» o «Zorzal Criollo», es decir el nombre de uno de los pájaros característicos de la región pampeana, como es el zorzal, destacado por la belleza de su canto. Uno de los primeros temas que grabó Gardel fue «Pobre mi madre querida», la canción más famosa de Betinotti. También de esta época viene la relación con el payador Arturo de Nava. En 1922, el dúo Gardel-Razzano grabaría la obra más famosa de De Nava, «El carretero», que se convirtió en el principal éxito de Gardel en su primera gira a Francia (1928/1929) y que luego fue incluida entre los famosos cortos cinematográficos musicales realizados en 1930, donde Gardel aparece hablando con el payador, ya en el momento de decadencia de su carrera, quien le agradece el hecho de cantar su tema.

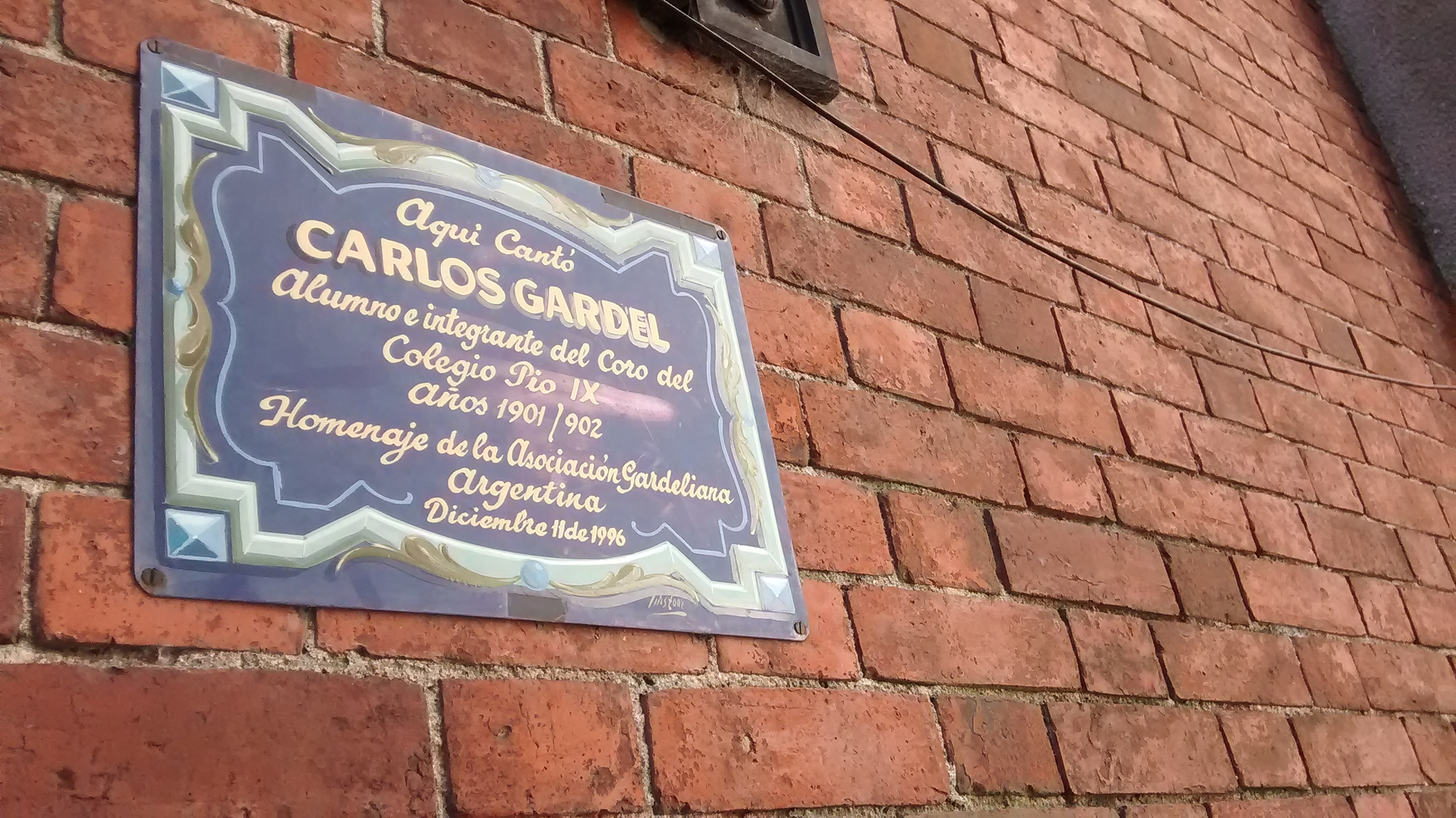
Placa de Gardel en la "Basílica de María Auxiliadora y San Carlos" de Almagro, donde, según la hipótesis francesista. cantó con el coro del colegio Pío IX, junto al beato Ceferino Namuncurá, alrededor de 1901.

Durante toda esa primera década como cantor, Gardel nunca cantó un tango, aunque lo bailaba. Construyó su estilo de canto a partir de la payada y las canciones camperas, pero también de la canzonetta napolitana y la ópera.

En 1903, siendo todavía desconocido para el público, cantó una noche para una tertulia habitual de jockeys y cuidadores de caballos de pura sangre en la confitería La Frazenda, en el Bajo Belgrano, con motivo de haberle apostado a una yegua que ganó la carrera, obteniendo una importante ganancia. En 1936 un tal Laureano Gómez, que estuvo presente aquella noche, publicó un relato acerca de la presentación de Gardel:  

Se presentó como un muchacho bien parecido y discretamente trajeado. Lo presentó a la tertulia un señor Vedoya, dueño de caballeriza en el viejo Hipódromo Nacional. [...] Este jovencito morocho pone un hondo sentimiento en las tonadas criollas. Da gusto oírlo. [...] Los presentes le pedían que siguiese cantando, al grito de «Morocho, cantate cuál», «Morocho, cantate tal», «Morocho de aquí», etc.
Laureano Gómez

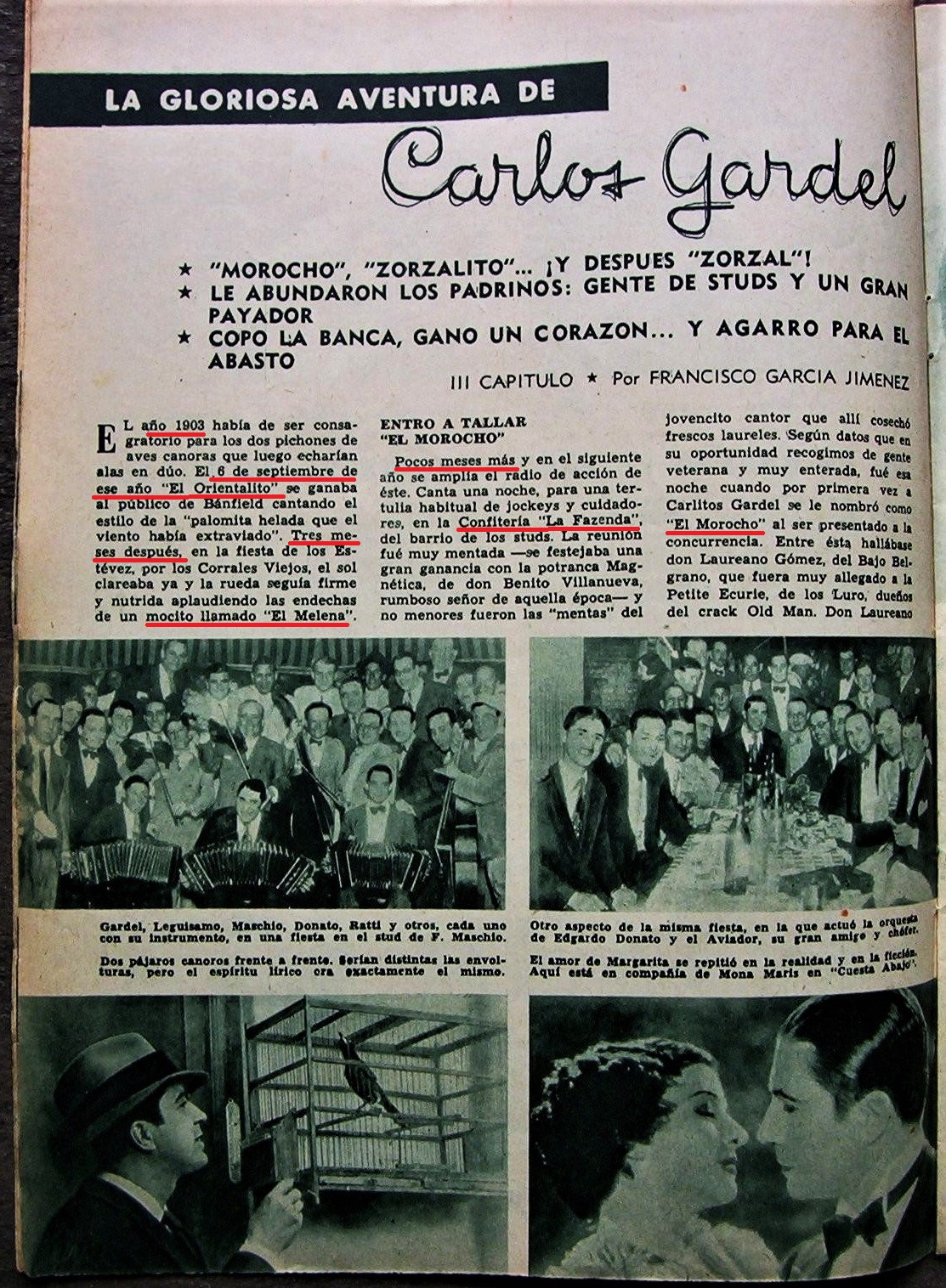
Carlitos Gardel cantando por el barrio de La Boca en 1903 y 1904.

Para la segunda década del siglo XX, Gardel era habitualmente referido como El Morocho del Abasto.

### El dúo Gardel-Razzano

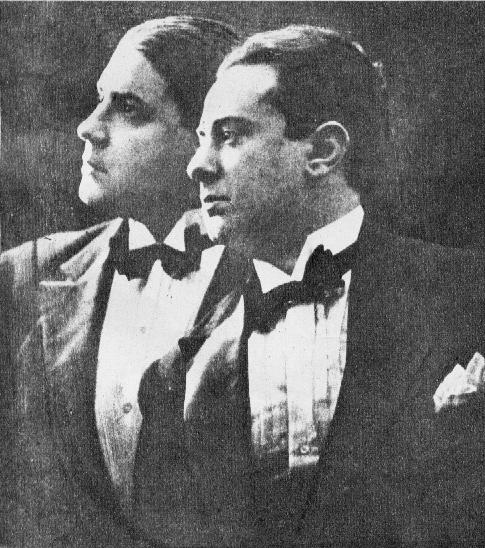
Imagen de difusión del Dúo Gardel-Razzano.

A comienzos de la segunda década del siglo XX se encuentran Carlos Gardel, quien ya era conocido como El Morocho del Abasto, y el uruguayo José Razzano, El Oriental. En sus Memorias, Razzano ubica ese encuentro en 1911, en la casa de un amigo ubicada en la calle Guardia Vieja, a pocos metros del Mercado de Abasto. Años después esa parte de la calle, entre Jean Jaurés y Anchorena, será renombrada como pasaje Carlos Gardel.
Gardel ya había empezado a cantar a dúo con Francisco Martino, sumándose Razzano y poco después el cuyano Saúl Salinas. Lo cierto es que los cuatro se mantuvieron vinculados, cantando alternativamente en dúo, trío y cuarteto, en diversos barrios y ciudades de Argentina de manera semiprofesional, hasta que poco a poco fue decantando el dúo Gardel-Razzano, estableciendo su barra de amigos y su base artística en el Café de los Angelitos, un punto intermedio entre el Abasto -donde paraba Gardel- y Balvanera Sur, donde estaba ubicado el Café del Pelado de Moreno y Entre Ríos (aún en pie), en el que paraba Razzano.
En ese período la Casa Tagini, que tenía la representación de Columbia Records y se había convertido en la principal empresa discográfica de Argentina, contrató a Gardel para grabar en 1912 siete discos dobles con canciones de su elección, que son lanzados al mercado en 1913, cuando todavía era un desconocido. Esos discos son la primera constancia de la presentación del joven cantor con el nombre de Carlos Gardel. Los siete discos fueron los siguientes:
- T594: «La mañanita» (anónimo), estilo / «Me dejaste» (letra: A. Cepeda; música: anónima), estilo
- T595: «Mi madre querida» (Betinotti), estilo / «Es en vano» (letra: F. Curlando; música: Gardel), canción
- T637: «Pobre flor» (letra: anónimo; música: C. Gardel), estilo / «La mariposa» (letra: A. Cepeda; música: Gardel/Razzano), estilo
- T638: «El almohadón» (letra: A. Cepeda; música: Gardel), vals / «Brisas de la tarde» (letra: J. Mármol; música: Gardel/Razzano), canción.
- T728: «El tirador plateado» (letra: O. Orozco; música: Gardel/Razzano), estilo / «Yo sé hacer» (letra: A. Cepeda; música: C. Gardel), cifra
- T729: «Mi china cabrera» (letra: anónimo; música: C. Gardel), estilo / «Pobre madre» (letra: Cepeda; música: Gardel), estilo
- T730: «El sueño» (letra: Cepeda; música: F. Martino), estilo / «A Mitre» (letra: J. Etchepare; música: P. Vázquez), vals.[39][40][41]

La expresión «estilo» es la que se utilizaba en la época para referirse a los ritmos camperos y rurales. Por esa razón los cantores como Gardel eran llamados «estilistas». Algunas décadas después, en Argentina comenzó a usarse la expresión  «folklore» para denominar a esos géneros musicales. En el repertorio elegido por Gardel se destaca «Mi madre querida» ―canción emblemática del payador José Betinotti― y seis poemas musicalizados de Andrés Cepeda ―un poeta asesinado dos años antes y acosado por la policía debido a sus ideas anarquistas y su condición homosexual, que conmovía la sensibilidad del joven Gardel―. El resultado comercial no fue el esperado y Gardel debería esperar hasta 1917 para volver a grabar nuevamente.
En 1914 Gardel y Razzano fueron contratados para cantar en el suntuoso cabaré Armenonville de Buenos Aires, por un caché de 70 pesos la noche, una suma inesperada que Gardel pensó inicialmente que era la retribución quincenal. Gobello considera que esa fue la primera actuación profesional de Gardel. El éxito de sus actuaciones en el Armenonville le abrieron al dúo las puertas hacia los grandes escenarios del espectáculo porteño. Pocos días después, el célebre Pablo Podestá los contrataba para cantar durante dos semanas en el espectáculo que estaba por estrenar en el Teatro Nacional, su primera actuación en la calle Corrientes.
Años después en una carta a Razzano escrita desde París, Gardel recordaría aquel debut en el Armenonville del siguiente modo:

Mi viejo y querido Pepe: Ayer estuve dos horas, entre copas, charlas y jarana, en «El Garrón» de la Rue Fontaine. Es un bodegón como los del Once, ni más ni menos. Pero en estos días se llena de franchutes, de americanos, hasta de japoneses, con un cargamento impresionante de plata. La fiebre del tango los lleva allí. Yo me acordaba de aquel debut del dúo Gardel-Razzano, en el viejo «Armenonville»... ¿Te acordás del julepe que tenía? Ahora aquí, convertido de repente en un señor, me doy cuenta de que, con todas las fulerías que pasamos, en el viejo «Armenonville» estábamos entre gente igual a nosotros, que sentían el tango tanto como nosotros mismos. Aquí, en cambio, el gotán es una moda pasajera y caprichosa como todas. Enteráte: para cantar tangos, hay que vestirse de gaucho.
Carlos Gardel

1915 fue un año complejo para Gardel, en el que las dificultades del pasado y los éxitos del futuro parecieron confundirse. A mitad de año fueron contactados por el empresario uruguayo Manuel Barca, que había ido a Buenos Aires para contratarlos para actuar en Montevideo. Los jóvenes recibieron la oferta incrédulos e inseguros. El destacado historiador montevideano Julio César Puppo cuenta del siguiente modo aquel encuentro:

En eso llega Gardel: es un mozo gordo, redondo.
―¿Al menos tendremos para volver a Buenos Aires?
Es una frase histórica: pensaba si conseguirían para el pasaje en aquel tiempo, que costaba tres pesos ida y vuelta, con derecho a cena y desayuno. Había gente que hacía el viaje nada más que por comer. Sin embargo estos muchachos se inquietaban ante la incertidumbre. Es que una experiencia muy dura pesaba sobre ellos. Y Barca, que también había sido educado en la rigurosa escuela de la calle, lo entendió en seguida.
―¿Cuánto quieren ganar? ―les pregunta.
Los hombres se miran entre ellos, meditan un instante, al cabo del cual se expide Razzano:
―Con franqueza, dígame: ¿cincuenta pesos por día es mucho pedir?
Se trataba de pesos argentinos.
―¡Ustedes no saben lo que valen! ―contesta Barca sinceramente conmovido. Y el trato quedó cerrado.
Julio César Puppo (Ese mundo del bajo, 1966)

Montevideo los recibió como si fueran celebridades, con la ciudad empapelada con sus retratos y un programa de actividades que incluía ser recibidos en el puerto, llevados a desayunar, entrevistas con la prensa y una actuación reservada para personas influyentes. El 18 de junio de 1915 debutaron en el Teatro Royal, con lleno completo, y por primera vez el público les pidió que repitieran los temas al grito de «tocate otra, Carlitos». Dice Puppo que al terminar la función Gardel se puso a llorar de emoción en el camerino.
Desde entonces Gardel se sentiría en Montevideo como en su propia casa, con su propia barra de amigos, volvería a cantar una y otra vez y al final de sus días mandó a construir una vivienda en la que no llegó a vivir debido al accidente que le costó la vida.
Pocos días después, su condición de indocumentado lo llevó a proporcionar datos falsos para obtener documentos que le permitieran viajar a Brasil, en una gira de la Compañía Dramática Rioplatense encabezada por Elías Alippi, en la que al dúo le correspondía realizar el fin de fiesta.
En el barco conoció al tenor de ópera napolitano Enrico Caruso, quien elogió la voz de Gardel, pero la presentación de la compañía en São Paulo y Río de Janeiro no pudo superar la barrera del idioma, aunque la actuación del dúo recibió elogios de la prensa brasileña. Para mal de males, Gardel fue detenido por la policía brasileña al haber sido encontrado en compañía de delincuentes argentinos que se habían establecido allí.
Del expediente formado para tramitar la documentación, surgió también que Gardel tenía antecedentes como estafador de poca monta por realizar «cuentos del tío».
Estos datos bloquearían años después el proyecto de nombrar a la avenida Corrientes con su nombre.
En el barco de regreso de Brasil Alippi le ofrece al dúo participar de una nueva producción de Juan Moreira, famosa obra fundacional del teatro argentino, estrenada exitosamente el 12 de noviembre siguiente en el teatro San Martín. Los Gardel Razzano cantaban en una siempre celebrada escena musical en una pulpería en la que baila Moreira, estrenando en esa oportunidad la cueca «Corazones partidos», de su excompañero Saúl Salinas.
En esa ocasión el dúo fue acompañado por 20 guitarristas, encabezados por José Ricardo y Horacio Pettorossi. La diferencia de calidad los llevó a contratar desde entonces a Ricardo como guitarrista permanente del dúo, en tanto que Pettorossi integraría el grupo de guitarristas de Gardel en los años 30.
Antes de finalizar el año, en la noche del 10 al 11 de diciembre de 1915, recibió un balazo en un confuso episodio. El hecho sucedió durante un altercado en la calle luego de celebrar su cumpleaños en el Palais de Glace (salón de baile de la época en el barrio de la Recoleta), cuando estaba acompañado por los actores Elías Alippi y Carlos Morganti. Para entonces Gardel ya era conocido y el hecho apareció en la crónica policial de los diarios La Prensa y La Razón («Agresión a Gardel»), donde se señaló que los agresores fueron un tal Roberto Guevara -el autor del disparo- y Moreno Gallegos Serna, probables matones del bajo mundo, este último mencionado por Eduardo Arolas al dedicarle su tango «Suipacha».
Las causas y sucesos posteriores a la agresión permanecen confusos. Su amigo Edmundo Guibourg relata que luego del ataque Gardel fue a Tacuarembó para recuperarse, donde se encontró con el hermano menor del caudillo Traverso, «Cielito Traverso», escondido allí por haber asesinado a un hombre en el cabaré Armenonville.
También se ha difundido la información falsa de que el matón Roberto Guevara era en realidad Roberto Guevara Lynch, tío del todavía no nacido Ernesto Guevara y miembro de una rica familia porteña. Finalmente, al morir Gardel la bala aparecería en su autopsia, dando pie también a la hipótesis sobre un enfrentamiento armado en el avión que habría causado el accidente que le costó la vida.
En la segunda década del siglo XX el mundo del espectáculo porteño se caracterizó por una enorme difusión del varieté, una modalidad surgida en Francia y tomada de España, que consistía en una sucesión de actuaciones cortas, de los más diversos tipos (musicales, dramáticas, humorísticas, circenses, de magia, etcétera). Luego de iniciarse en 1916, durante la temporada veraniega de Mar del Plata, a mitad del año son contratados para presentarse en el Teatro Esmeralda (luego Teatro Maipo), ubicado a metros de la famosa esquina tanguera de Corrientes y Esmeralda, y a principios del año siguiente debutan también en el vecino Empire Theatre, de la calle Corrientes y Maipú, dirigido a un público de mayor poder adquisitivo. El éxito fue consagratorio y sus actuaciones se extenderían en ambos teatros por seis años.
En esa primera época, la actuación del dúo Gardel-Razzano alternaba temas cantados como solistas y temas a dúo. El famoso folklorista Osvaldo Sosa Cordero recuerda haberlos visto cuando era un adolescente y contó que la presentación la abrieron a dúo interpretando «Brisas de la tarde», la primera canción del dúo sobre un poema de José Mármol, tras lo cual Razzano cantaba la cifra «Entre colores», una de las canciones con la que se lo identificaba. Luego cantaron a dúo «Cantar eterno», de Villoldo, y el gato «El sol del 25». Los favoritos de Gardel para cerrar eran dos canciones sobre caballos, la gran pasión de Gardel: «El moro» (sobre un poema de Juan María Gutiérrez) y «El pangaré».
Precisamente, en el suceso en el que fue baleado, el pistolero había gritado «¡Ya no vas a cantar más "El moro"!».
Simultáneamente, Gardel volvería a grabar y ya no dejaría de hacerlo en adelante. Vencido el contrato leonino con la discográfica Tagini-Columbia, llega a un acuerdo con la empresa de Max Glücksmann, bajo sellos como Disco Nacional y Odeon. El contrato establecía un monto de cuatro centavos por disco vendido (simples doble faz). En esos discos de 1917 el dúo grabó su repertorio, entre ellos «Mi noche triste», el primer tango que grababa Gardel.
Los discos se vendieron masivamente, en cantidades que superaban las 50 000 unidades de cada uno, con ganancias en el orden de los 8000 pesos por cada uno.
Finalmente, Gardel coronaría ese año excepcional protagonizando la película muda Flor de durazno, basada en una exitosa novela de Hugo Wast, que fue dirigida por Francisco Defilippis Novoa y en la que interpretó al protagonista, Fabián. Se trata de uno de los primeros largometrajes del cine latinoamericano, cuando todavía era mudo, lo que indica la visión integral del espectáculo que Gardel estaba desarrollando. Gardel estuvo a punto de abandonar la filmación, descontento con su desempeño actoral, pero fue convencido de quedarse por el director, con el argumento de incluir varias secuencias suyas cantando, argumento incierto si se tiene en cuenta que se trataba de una película muda, aunque existe información de que en 1940 fue proyectada una versión sonora de la película, que quizás incluyera esos fragmentos.
Flor de durazno fue estrenada el 28 de septiembre de 1917, con excelente respuesta del público, manteniéndose varios años en cartel y superando las 800 representaciones.
La creciente preocupación de Gardel por su imagen, que tenía sus antecedentes en su famosa sonrisa y la simpatía que lo caracterizó desde un principio, se evidenciará también en las primeras fotos de estudio que comienza a encargar, sobre todo de quien se volvería su fotógrafo preferido, el hispano-uruguayo José María Silva, y en el trabajo que iniciaría para estilizar su cuerpo, teniendo en cuenta que Gardel era un hombre bajo (menos de 1,70 de altura) y que en ese momento pesaba alrededor de 120 kilos.
Los biógrafos Julián y Osvaldo Barsky dicen que estas conductas de Gardel indicaban «su esfuerzo por construir el galán-cantor, figura que lo proyectará internacionalmente».
El éxito masivo del dúo y de Gardel en particular, así como su ingreso al tango, coinciden con un momento de gran importancia en la vida político-social de la Argentina: la conquista de la democracia. Las presiones políticas y sindicales habían obligado al gobierno conservador a aprobar una ley de voto secreto y obligatorio (solo para varones), que le dio el triunfo en 1916 al partido radical, un movimiento ampliamente popular que llevó a la presidencia a Hipólito Yrigoyen.

### Cantor de tango

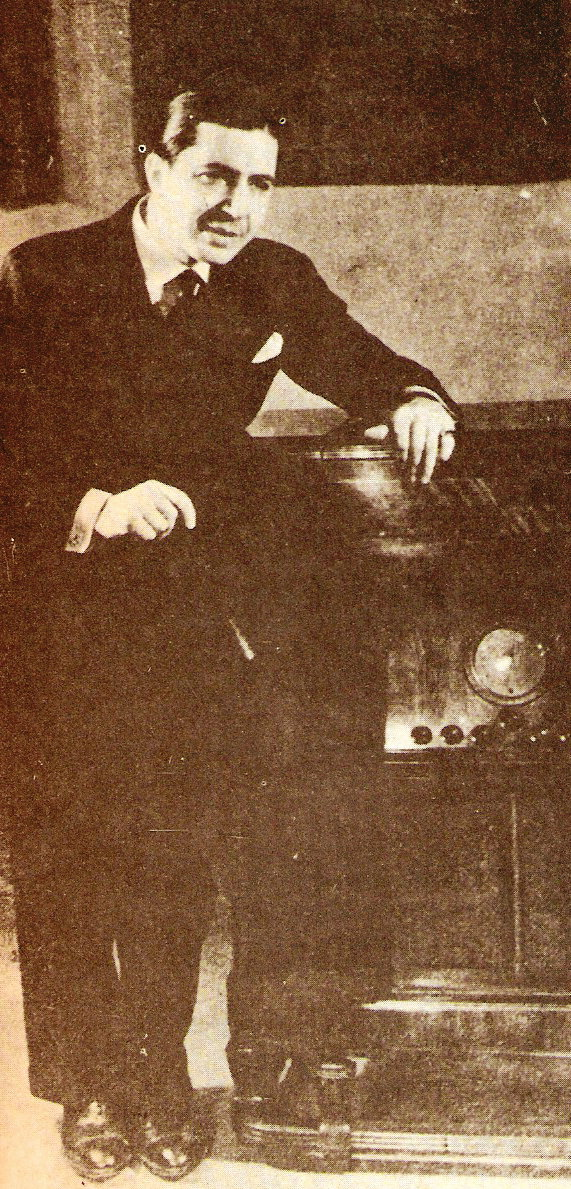
Carlos Gardel escuchándose a sí mismo en una victrola ortofónica, lanzada por la empresa Victor en 1925. El disco en formato de 78 RPM fue decisivo para la difusión en el espacio y el tiempo del arte de Gardel. En su vida, Gardel grabó unas 800 canciones diferentes, una cantidad enorme, la mitad de lo que grabó Bing Crosby durante una carrera tres veces más larga.

En 1917 Gardel cantó y grabó un tango por primera vez. Se trató del tango «Mi noche triste», un tema musical compuesto por Samuel Castriota titulado «Lita» al que Pascual Contursi le había puesto letra. La interpretación de «Mi noche triste» por Gardel está considerada como la fecha de nacimiento del tango canción: luego de décadas de evolución, el tango había empezado a encontrar cantores y letristas capaces de interpretar la misma cadencia emocional que ya expresaba la música y el baile de tango.
El éxito del novedoso estilo del tango canción no fue inmediato. «Mi noche triste», con su letra lunfarda y su temática sobre el hombre de pueblo abandonado por su mujer («Percanta que me amuraste...»), fue recibido por el público sin ningún entusiasmo desbordante. Por otra parte, los cantores "puros" veían con malos ojos ese lenguaje de calle y esa sensualidad prosaica y de mal gusto, que se apartaba del "verdadero arte criollo".
Gabino Ezeiza establecía con claridad el rechazo al tango al aconsejarle a Carlos Marambio Catán:

El tango es una caricatura de la música y la literatura, de origen bastardo y sucio. Usted debe cantar lo nuestro, no ese invento de los advenedizos que nos quieren imponer sus demoníacas costumbres y vicios. No haga eso, joven, no ensucie su actuación con semejante profanación del arte y del buen gusto.
Gabino Ezeiza

Al año siguiente (1918) el sainete Los dientes del perro, puesto en escena por la compañía de Muiño-Alippi, incluyó una escena en la que la jovencísima actriz Manolita Poli cantaba "Mi noche triste". El número causó sensación y fue decisivo para que tanto la obra como la versión de Gardel, lanzada en disco ese año, fueran un gran éxito.
Desde entonces el sainete y el tango establecerían un vínculo estrecho, promoviéndose mutuamente.
Ese año Gardel grabó otro tango, "A fuego lento", también de Contursi, y poco a poco fue construyendo un repertorio integrado mayoritariamente por tangos.
La voz y la manera de cantar de Gardel también fueron evolucionando a medida que se iba convirtiendo en cantor de tangos. Gardel aprovecha sus orígenes en el ámbito de la payada y su gusto por la canzonetta napolitana y la ópera, en una ciudad considerada como "la más italiana fuera de Italia", en la que las personas de origen italiano, sobre todo los jóvenes, se habían vuelto el grupo étnico más numeroso, para desarrollar un canto más lento, grave, melancólico y menos ansioso, caracterizado por una interpretación emocional que lo ligaba a los sentimientos del oyente.

Lentamente, Gardel se va convirtiendo en cantor de tangos. Debe crear la manera de cantarlos porque nadie, salvo Contursi, lo ha hecho antes que él. Lo que cantaban Villoldo, Gobbi, Mathon, las cupletistas, no eran tangos tales como ahora entendemos, sino un híbrido de cuplé y milonga... No llegó a la cumbre sino siete años más tarde, en 1924, cuando cantó "Príncipe".
José Gobello

En 1919 solo una de las trece canciones que grabó Gardel ese año fue un tango. En 1920 ya eran seis sobre veinticuatro (un 25%) y en 1921, ocho sobre veintidós (un 30%). Hasta que en 1922 los tangos superaron la mitad: doce sobre veintiún canciones grabadas.
En ese período el dúo suma un segundo guitarrista, Guillermo Barbieri, y en 1923 Gardel estrena el tango "Mano a mano" («Rechiflado en mi tristeza...»), con letra de Celedonio Flores, un notable poeta descubierto por Gardel en 1920, del que ya había grabado "Margot". "Mano a mano" se constituyó en uno de los máximos éxitos de Gardel, marcando el momento en que el tango canción terminaba de imponerse y, junto a las transformaciones instrumentales de músicos como Julio de Caro, se abría una era de plenitud para el género: la Guardia Nueva. En total Gardel grabaría 21 tangos de El Negro Cele, entre ellos "El bulín de la calle Ayacucho", "Malevito", "Viejo smoking", "Mala entraña", "Canchero" y "Pan".
Flores también es autor de la letra del famoso tango "Corrientes y Esmeralda" (1933), que dice: "En tu esquina rea, cualquier cacatúa sueña con la pinta de Carlos Gardel". Por humildad, Gardel se abstuvo de cantar ese célebre tango que lo idolatraba en vida.
Gardel, sin embargo, nunca dejaría de cantar los ritmos populares más variados. A través de músicos como el cordobés Cristino Tapia y el santiagueño Andrés Chazarreta incluyó nuevas canciones del folklore argentino norteño, a la vez que incorporaba cuecas chilenas, bambucos colombianos, foxtrots, shimmys, valses, tangos españoles, canciones en italiano, francés e inglés, y hasta una balada rusa como "Sonia", compuesta por un húngaro y un judío austríaco que años después sería asesinado por los nazis en Auschwitz, o un tango con expresiones en guaraní como "Los indios", de Canaro y Caruso.
El investigador Félix Scolatti, quien acompañó al dúo en su única gira por Chile en 1917, contó que Gardel estaba todo el tiempo buscando nuevos ritmos populares y que oía con atención lo que cantaba la gente común en las calles y las plazas, memorizándolas y tomando notas, para después identificarlas.

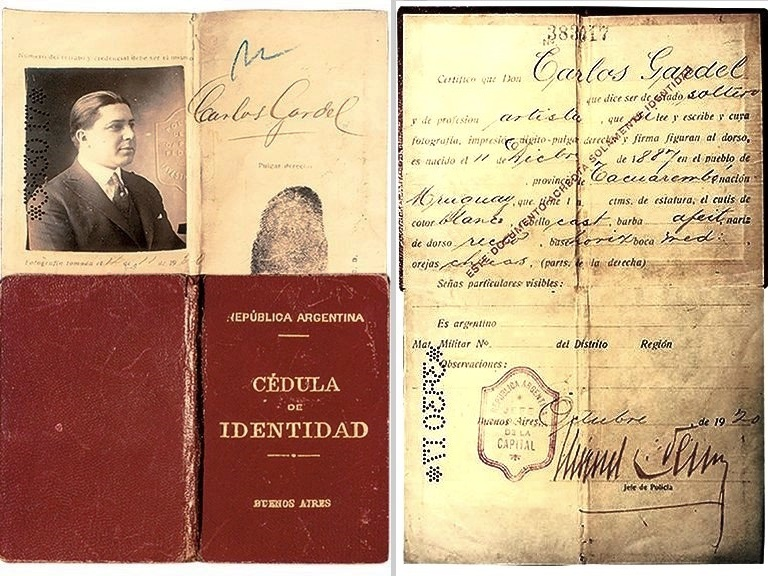
Primer documento de Identidad legítimo de Carlos Gardel obtenido el 4 de octubre de 1920.

En 1920 gestionó ante el consulado uruguayo en Buenos Aires una certificación de nacionalidad y una cédula de identidad, donde declara haber nacido en Tacuarembó, Uruguay, en 1887. 
En 1923, con los documentos uruguayos obtenidos, solicitó la nacionalidad argentina, que le fue concedida inmediatamente, expidiéndose el pasaporte argentino que utilizaría para viajar.

### España y Francia
Consolidado en su dominio del tango canción y con su dúo con Razzano en el punto más alto de celebridad en la Argentina, Gardel ya estaba en condiciones de apuntar a Europa y al mercado musical internacional creado por el disco, mercado que en el futuro inmediato se verá amplificado por el cine y la radio.
El tango venía difundiéndose como baile de moda en Europa desde la primera década del siglo XX, estallando la tangomanía poco antes de la Primera Guerra Mundial (1914-1918). En 1921 el italiano Rodolfo Valentino, adoptando la identidad de un bailarín argentino de tango vestido como gaucho, causaba sensación mundial con la película Los cuatro jinetes del Apocalipsis. España en particular tenía una historia tanguera previa incluso al tango argentino (el tango flamenco), y desarrollaría una importante vertiente autónoma del género, con epicentro en Barcelona y con canciones paradigmáticas, como «Fumando espero», del catalán Juan Viladomat Masanas (letra de Félix Garzo), y revistas especializadas como Tango Moda. En ese contexto, Gardel estaba a punto de mostrarle al mundo un modo de cantar el tango que lo haría célebre en la historia de la música popular.
En 1923 el dúo Gardel-Razzano tiene la oportunidad de realizar su primera gira a Europa, puntualmente a España, acompañando a la compañía teatral encabezada por la actriz Matilde Rivera y su esposo, el actor Enrique de Rosas. Como una estrategia escénica derivada del estereotipo internacional de la Argentina, los empresarios teatrales insistieron en que los músicos se presentaran vestidos de gauchos, aunque en Buenos Aires actuaran vestidos de esmoquin. Por esa razón, antes de partir se sacaron en Montevideo una nueva serie de fotos con José María Silva, disfrazados de gauchos. Debutaron el 10 de diciembre de ese año en el Teatro Apolo de Madrid, actuando con sus dos guitarristas como «fin de fiesta», luego de la representación dramática que la compañía realizaba cada noche. Las críticas sobre el dúo fueron buenas y luego de 40 presentaciones y con la misión de haber desembarcado en Europa cumplida, dejaron la compañía para ir a Francia, donde conocieron París y Gardel visitó a la familia Gardes en Toulouse.
En septiembre de 1925, luego de 12 años de cantar juntos y debido a una lesión de laringe de Razzano, el dúo decide separarse, pasando Razzano a ejercer las funciones empresariales.
Años después, luego de un estricto trabajo foniátrico, Razzano intentaría volver al canto, pero sin mayores resultados. De ese intento final quedarían las dos últimas grabaciones del dúo, «Claveles mendocinos», de Alfredo Pelaia, y «Serrana impía», de José del Valle, grabadas el último día de 1929.

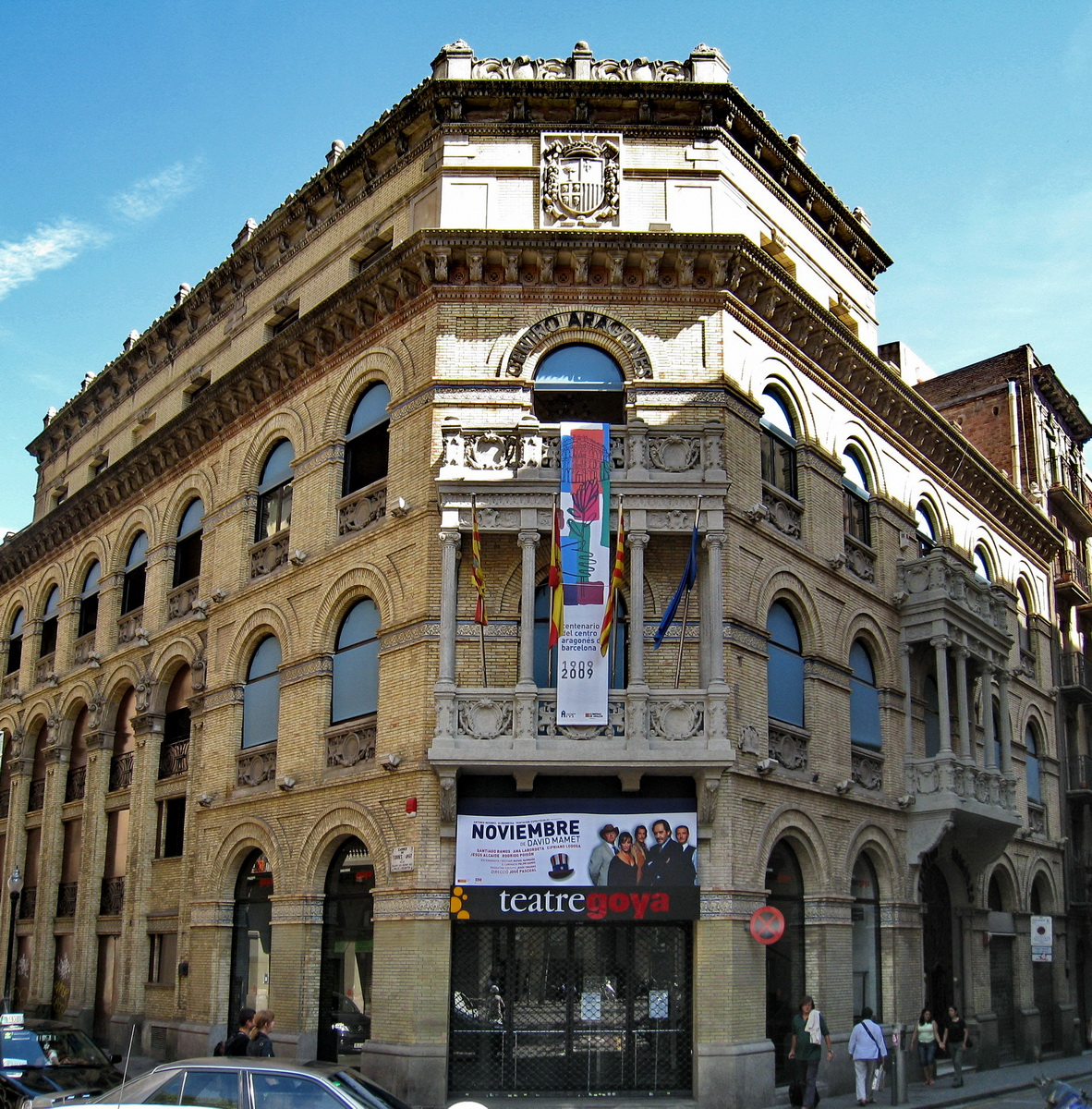
Teatro Goya de Barcelona, en el que debutó Gardel el 10 de noviembre de 1925, una ciudad que estableció un intenso vínculo con el cantor.

Mientras tanto, ya como solista, Gardel volvió a realizar giras por Europa, actuando nuevamente en España (1925/1926, 1927/1928 y 1929) y luego en Francia (1928/1929). La gira de 1925/1926, con la misma compañía teatral que la realizada dos años antes, incluyó esta vez también a Barcelona, una ciudad que establecería un vínculo muy especial con Gardel.El éxito obtenido allí lo llevó a extender sus actuaciones de diez días iniciales a dos meses. En Barcelona Gardel grabó también veintiún temas, incluyendo un tango que le ofreció en ese momento el pianista madrileño Teodoro Diez Cepeda, «Dolor», el primero de varios tangos y canciones españolas que Gardel iría grabando en el futuro, expresión de su vocación constante de conectarse con la canción popular de cada lugar. En la gira de 1925/1926, Gardel también se presentó con un éxito moderado en Madrid, en Vitoria, en el País Vasco, y en Zamora, en Castilla y León.
Estando en Barcelona, Gardel grabó varios temas para el sello Odeón utilizando por primera vez la grabación eléctrica con micrófono (antes se usaba bocina captora), el cambio tecnológico más significativo hasta el desarrollo del LP a fines de la década de 1940.
En Argentina, Gardel comenzaría a grabar mediante este sistema desde noviembre de 1926. La calidad de sus grabaciones mejora notablemente desde ese entonces.
Los años 1926 y 1927 fueron los años en que más discos grabó, superando en ambos las 100 canciones. De los éxitos de esa época se destacan «Bajo Belgrano» y «Siga el corso» («Esa Colombina puso en sus ojeras humo de la hoguera de su corazón...»), ambos de Aieta y García Jiménez, la primera versión de «Caminito», «A media luz» («Corrientes 348, segundo piso ascensor...»), «Tiempos viejos» («¿Te acordás, hermano? ¡Qué tiempos aquellos!...»), de Canaro y Romero, así como las primeras canciones de letristas jóvenes que se volverían clásicos, como Enrique Cadícamo y Enrique Santos Discépolo («Que vachaché»).
En 1927 Gardel compra para él y su madre su primera y única casa propia, ubicada en la calle Bermejo (luego Jean Jaurés) 735, una casa sencilla en el corazón de su barrio espiritual, el Abasto, exactamente a la vuelta del comité conservador en el que comenzó a cantar.
A fines de 1927 Gardel inició una nueva gira por España, la tercera, actuando en Barcelona, Madrid, Bilbao y Santander, con un éxito arrasador. «Vino Gardel y supimos lo que eran los tangos argentinos», sintetizó por entonces el periodista y músico catalán Brauli Solsona.
Antes de volver a Buenos Aires, Gardel pasó por París, donde cerró un contrato para presentarse en esa ciudad en el segundo semestre de 1928.
Su estadía en Buenos Aires fue breve y luego de grabar varios discos (entre ellos el primer éxito de Discépolo, «Esta noche me emborracho»), de cantar por radio Prieto, presentarse en el Teatro Solís de Montevideo y contratar un tercer guitarrista, el «Indio» José Aguilar, zarpó nuevamente para Europa, esta vez con destino a París.
Cuando Gardel debutó en París, el tango en Francia ya tenía más de dos décadas de historia y, junto al jazz, era protagonista de la noche parisina.
El centro de la vida nocturna en París era Montmartre y la aledaña plaza Pigalle, y el centro de la vida tanguera era el restaurante «El Garrón», donde durante casi una década había brillado el músico Manuel Pizarro, que jugó un papel crucial promoviendo la contratación de Gardel. «Sin embargo -dicen los hermanos Barsky-, a todo ese despliegue tanguero de casi tres décadas (en París) le faltaba una gran voz».

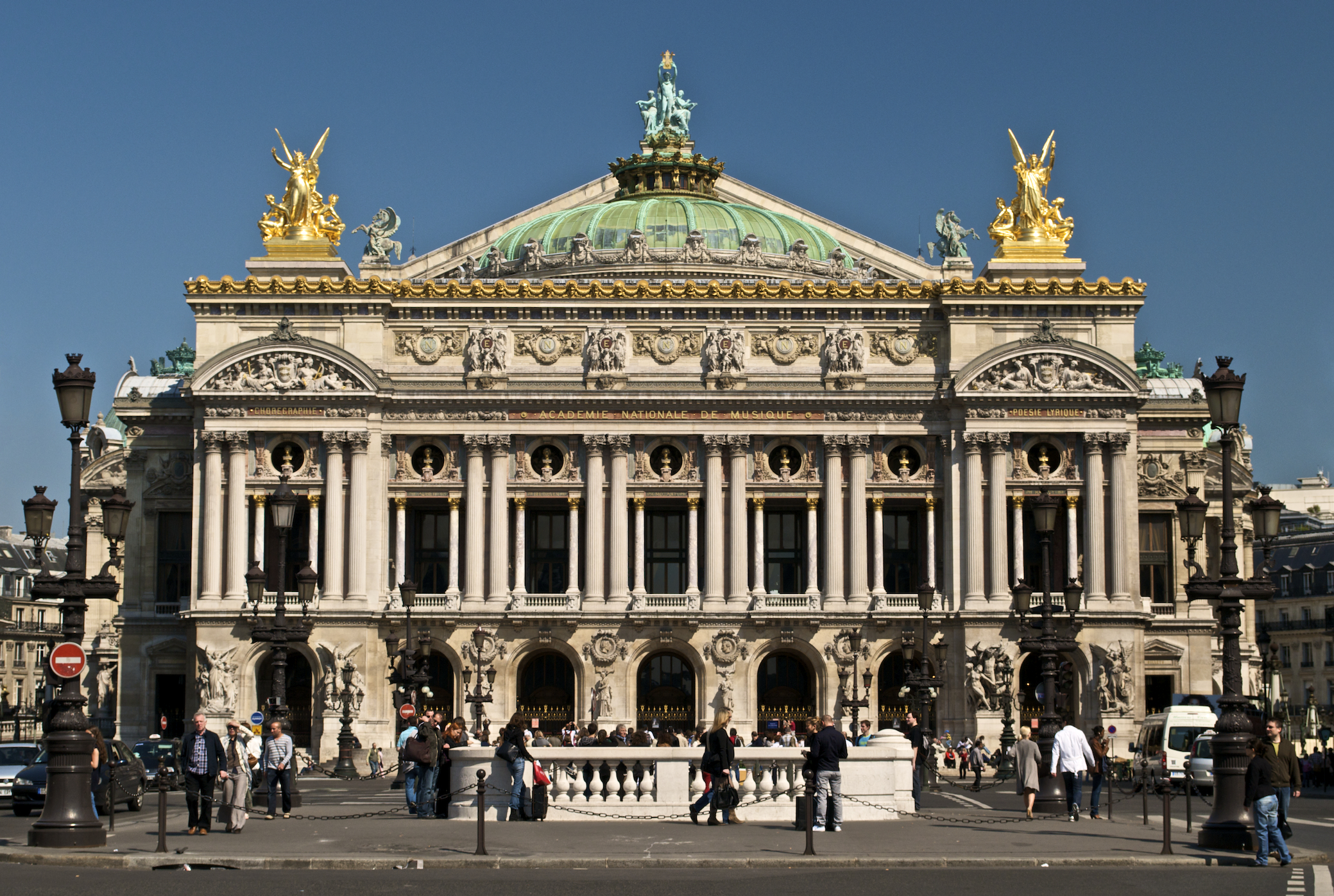
Edificio de la Ópera de París, al que Gardel fue invitado a cantar junto a las máximas estrellas del espectáculo parisino en 1929, en el punto más alto de su primera presentación en la capital de Francia.

Gardel y sus tres guitarristas (Ricardo, Barbieri y Aguilar) debutaron en París el 30 de septiembre de 1928, en una función de beneficencia en el teatro Fémina en Les Champs-Élysées y luego el 2 de octubre en el cabaré Florida, en Montmartre. Sus presentaciones se extendieron hasta abril de 1929, actuando también en los teatros Empire y Paramount, así como en las ciudades de Cannes y Montecarlo, siendo el punto más alto la invitación a participar del distinguido evento benéfico Bal des Petit Lits Blancs en la Ópera de París. Interpretó un repertorio variado, que incluía canciones en francés, que fueron muy bien recibidas. De aquel repertorio se destacaron los tangos «Adiós muchachos» y «Siga el corso», pero sobre todo la canción campera de Arturo de Nava «El carretero», que Gardel interpretaba con silbidos, como si él mismo estuviera arreando los bueyes de la carreta.
El éxito fue rotundo, la venta de discos superó todas las previsiones y los parisinos silbaban «El carretero» por las calles.
En la Navidad de ese año, su foto fue tapa de La Rampe, la principal revista de espectáculos de Francia, mientras que el mayor periódico francés, Le Figaro, ya había descripto su presentación en la ciudad luz como un «éxito triunfal» y explicaba del siguiente modo la sensación que generaba sobre el público:

Se tiene la impresión de que ejerce una suerte de encanto magnético sobre el público.
Le Figaro

Luego de actuar seis meses en París, Gardel actuó un mes más en Barcelona y Madrid, antes de retornar a Buenos Aires, donde llegó el 16 de junio de 1929, nueve meses después de su partida. En Madrid, tras catorce años con Gardel, Ricardo decidió dejar el grupo de guitarristas, al parecer disgustado con el protagonismo instrumental que pretendía Aguilar.
Permaneció en Buenos Aires durante un año y medio. En ese plazo se presentó en Buenos Aires y Montevideo, realizó una extensa gira por las provincias argentinas, cantó por Radio Nacional, se sometió a una pequeña operación en sus cuerdas vocales y contrató a Domingo Riverol para reemplazar a Ricardo.
El 6 de septiembre de 1930 se produjo un golpe de Estado cívico-militar en Argentina que derrocó al presidente democrático Hipólito Yrigoyen. Fue el primero de una serie de interrupciones de la institucionalidad democrática que se extendería hasta 1983. En esa ocasión, Gardel asumió una posición de apoyo al golpe grabando el tango «¡Viva la patria!», de Aieta y García Jiménez, que lo enfrentó con los sectores yrigoyenistas de la Unión Cívica Radical, que al menos en un par de ocasiones boicotearon sus actuaciones.
Simultáneamente, Gardel comienza a tener dificultades económicas y diferencias con Razzano, quien se desempeñaba como su representante, que le granjean enemistades en la barra de amigos que compartían y en el medio artístico y periodístico.
Finalmente, en 1930 Gardel iniciaría una nueva modalidad para difundir su canto, que redefinirá radicalmente su carrera y la masividad de su arte: el cine.

### Estrella de cine
A fines de los años 20 la industria cinematográfica argentina mostraba una enorme vitalidad que la convertía en una de las tres más importantes de América Latina, junto a México y Brasil.
Carlos Gardel, por su parte, ya había tenido una importante incursión cuando el cine era mudo, demostrativa de su sensibilidad para detectar los mecanismos modernos de construcción de la popularidad masiva, más allá incluso de las fronteras nacionales. Su amigo Enrique Cadícamo diría que:

...Gardel, en la hora de su apogeo, no pensaba en otra cosa que no fuera el cine.
Enrique Cadícamo

En muchos aspectos, Gardel se anticiparía en décadas a fenómenos culturales de masas en los que se unen la pasión, la identificación personal y la música, como la beatlemanía de los años 60, o fenómenos latinos equivalentes como Sandro, Soda Stereo y Luis Miguel, en los años 70, 80 y 90.
El crítico Claudio Iván Remeseira ha utilizado incluso la palabra «gardelmanía» para referirse a esta última etapa de la vida de Gardel.

#### Los cortometrajes musicales argentinos de 1930
En 1930 Gardel protagoniza quince cortometrajes musicales sonoros, cada uno sobre una canción, con dirección de Eduardo Morera y producción de Federico Valle, uno de los pioneros del cine latinoamericano. Valle había nacido en Italia en 1880, y luego de trabajar con los Hermanos Lumière y tomar clases con Georges Méliès, emigró a la Argentina en 1911 y desde entonces produjo decenas de obras cinematográficas de gran valor, incluyendo los primeros noticieros y los largometrajes animados de Quirino Cristiani, los primeros en la historia del cine mundial en su género.
De los quince cortos, cinco resultaron arruinados en el laboratorio, entre ellos uno titulado Leguisamo solo, en el que aparecía el jockey Irineo Leguisamo. En 1995 fue hallado otro de los cortos no lanzados, El quinielero, de Luis Cluzeau Mortet y Roberto Aubriot Barboza.
Los diez cortos lanzados fueron: El carretero, Añoranzas, Rosas de otoño, Mano a mano, Yira, yira, Tengo miedo, Padrino pelao, Enfundá la mandolina, Canchero y Viejo smoking.
El más elaborado de todos es Viejo smoking, un tango con letra de Celedonio Flores y música de su guitarrista Guillermo Barbieri, en el que Gardel, antes de cantar, protagoniza un sketch dramático con César Fiaschi e Inés Murray sobre el desempleo, la pobreza y el desalojo, en el contexto de la Gran Depresión. También se destacan Yira, yira, El carretero, Mano a mano y Rosas de otoño, en los que Gardel sostiene diálogos muy significativos con sus autores, Enrique Santos Discépolo, el payador Arturo de Nava, Celedonio Flores y Francisco Canaro, respectivamente.
Los cortometrajes fueron filmados en Buenos Aires entre el 23 de octubre y el 3 de noviembre de 1930 y estrenados el 3 de mayo de 1931 en el cine Astral de la calle Corrientes. En algunos casos fueron presentados como «tangos teatralizados».
Se ha afirmado que los cortometrajes de Gardel fueron los primeros videoclips de la historia del cine y la primera producción de cine sonoro de Argentina y eventualmente América Latina.
La afirmación es parcialmente cierta. Los cortometrajes de Gardel constituyeron la primera producción de cine sonoro con banda de sonido incorporada en la película (sistema Movietone) realizada en América Latina, pero desde 1927 en el mundo (El cantor de jazz) y 1929 en América Latina (Mosaico criollo) se habían realizado películas sonoras musicales, utilizando el sistema de discos sincronizados (sistema Vitaphone), y también con anterioridad se había utilizado el sistema Movietone (banda de sonido) para filmar clips musicales de Sofía Bozán con dirección de José Bohr, aunque realizados en Nueva York.
Más allá del debate sobre la prioridad cronológica, los diez cortometrajes de Gardel, dirigidos por Morera y producidos por Valle, constituyen un esfuerzo pionero tanto de la industria cinematográfica latinoamericana como del videoclip musical.

#### Las películas francesas

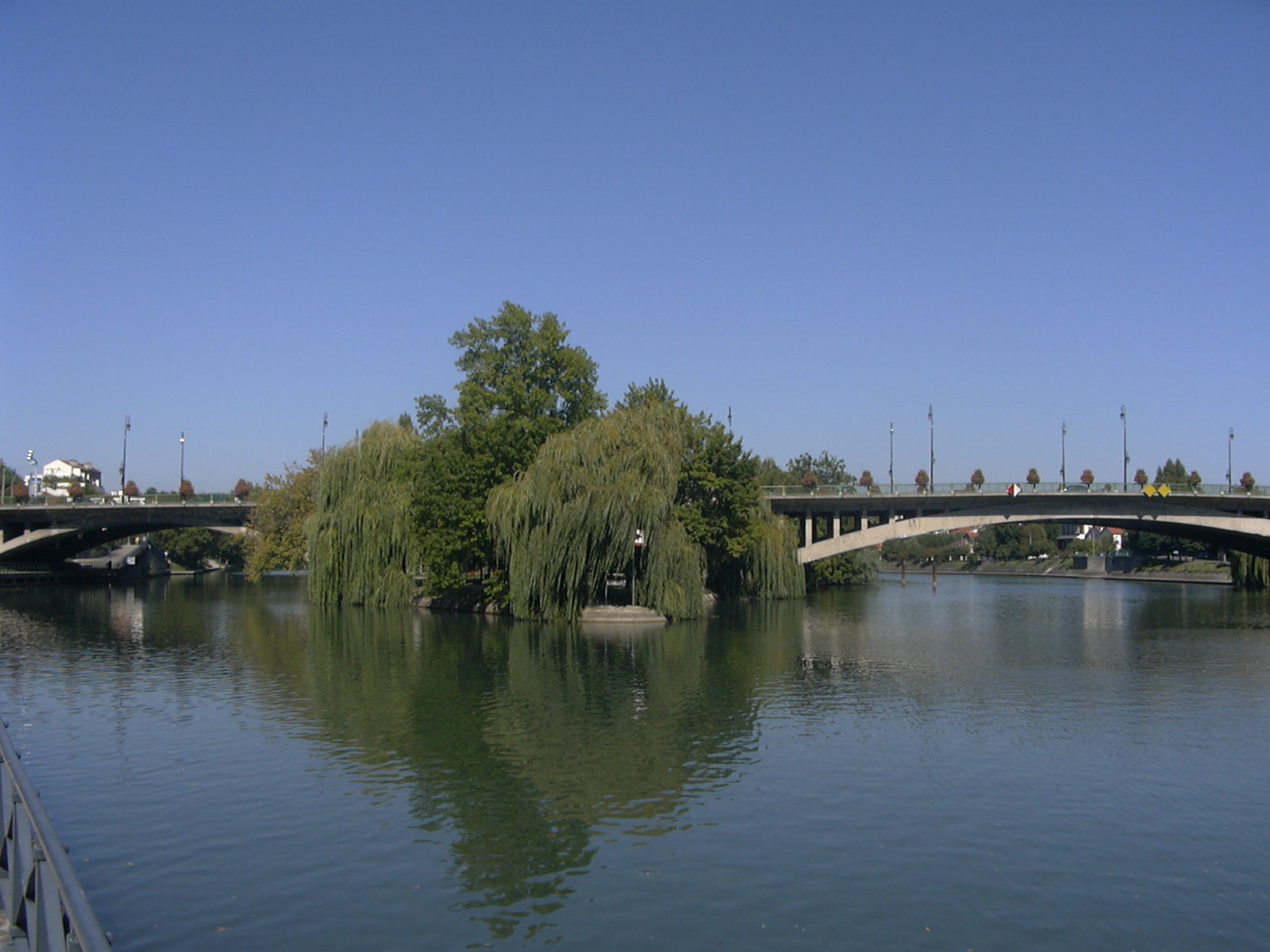
Joinville-le-Pont, localidad al sudoeste de París donde la Paramount había instalado en los años 30 los estudios cinematográficos en los que se filmaron las cuatro películas francesas de Gardel: Las luces de Buenos Aires, Espérame, La casa es seria y Melodía de arrabal.

En enero de 1931 Gardel emprendió una nueva gira por Francia, iniciada con dos meses de presentaciones exitosas en Niza, donde despide a su guitarrista Aguilar por un comentario homofóbico en su contra.
A fines de abril llegó a París con la firme determinación de filmar una película en los estudios que la empresa estadounidense Paramount tenía en la localidad de Joinville-le-Pont, a 40 kilómetros al sudoeste de la capital francesa, dedicada a producir películas para los mercados no estadounidenses. Pocos días después, el 1 de mayo, lograba su objetivo y firmaba un contrato que lo incluía en un largometraje musical protagonizado por las figuras de la compañía de revistas del Teatro Sarmiento de Buenos Aires, propiedad de Augusto Álvarez, encabezada por Manuel Romero y Luis Bayón Herrera. La película estuvo finalizada a fin de mes y se llamó Las luces de Buenos Aires.
El director fue el chileno Adelqui Millar y los guionistas Manuel Romero y Luis Bayón Herrera. Los actores principales eran Gardel, en el papel protagónico del estanciero Anselmo Torres, y Sofía Bozán, como su novia que está a punto de ser corrompida por un empresario de Buenos Aires, al igual que su amiga, interpretada por Gloria Guzmán, y que termina siendo rescatada por los gauchos, para devolvérsela al estanciero (Gardel). El elenco se completaba con Vicente Padula, Pedro Quartucci y Carlos Baeza, entre otros.
La película incluye escenas de canto y baile (tango, malambo y otras danzas folklóricas). Para componer la música se contrató a Gerardo Matos Rodríguez, el autor de «La cumparsita», y para ejecutarla a Julio de Caro (violín), su hermano Francisco de Caro (piano) y Pedro Laurenz (bandoneón). Gardel canta dos canciones, un tango propio titulado «Tomo y obligo», con letra de Romero, que canta en una cantina de La Boca en una famosa escena que generaba el delirio popular, y el vals «El rosal», de Matos Rodríguez y Romero, que es el tema romántico con el que cierra la película, mientras Gardel besa a su novia (Bozán). Bozán también canta dos canciones, en tanto que Guzmán canta una.
Las luces de Buenos Aires fue estrenada en Buenos Aires el 23 de septiembre de 1931. Primero en los cines más importantes de Buenos Aires y luego en los cines de barrio y del resto del país, con enorme éxito.
Pero lo más importante fue la recepción de la película en los países de habla hispana que nunca habían podido ver a Gardel. En Guatemala se exhibió durante tres años, en Madrid todos los días durante tres meses, y en Barcelona y Nueva York el público obligaba a los operadores a rebobinar la película una y otra vez para oír nuevamente «Tomo y obligo». En Ecuador, el escritor Ricardo Descalzi recordaba aquel momento:

Fue en este momento cuando nos impresionó la voz y la figura de Carlos Gardel en su primera película: «Las luces de Buenos Aires», con tal impacto en el ambiente, que de inmediato lo empezamos a admirar y a querer. Esta película nos trajo «Tomo y obligo», que el público asistente a los cines aplaudía con tal vehemencia que el operador se veía obligado a detener la proyección para reprisarla dos o tres veces... Desde entonces el anuncio de una película de Carlos Gardel abarrotaba las salas, transformándose en el ídolo del tango.
Ricardo Descalzi

Gardel comenzaba a concretar la imagen de galán-cantor que había constituido la médula de su proyecto artístico desde un inicio. Su figura se había estilizado y continuaría estilizándose hasta pesar 76 kilos, luego de haber llegado a los 120 kilos.
En agosto de 1931 volvió a Buenos Aires, donde permanecería nueve semanas. Paradójicamente, al mismo tiempo que su popularidad en Argentina, Uruguay y todo el mundo hispanohablante comenzaba a alcanzar proporciones nunca antes vistas, en el mundo artístico y los medios de comunicación de Buenos Aires crecía un sentimiento de rechazo a Gardel por lo que se percibía como una pérdida de contacto con sus raíces «criollas». El 15 de septiembre de 1931, su amigo, el escritor Carlos de la Púa, publicó en el diario Crítica una dura carta abierta, titulada «Che Carlitos, largá la canzoneta»:

Largá las gringadas esas que serán muy bonitas, pero que nosotros no las concebimos cantadas por vos. No profanés, hermano, las cosas nuestras que te dieron gloria y guita alternándolas con esas macanas franco-napolitanas que no nos interesan, no las sentimos y que... bueno (...) Tu querido Buenos Aires, la calle Corrientes, la Cortada, los burros, el tango, la milonga, esa es tu vida, tu verdadera vida, lo demás es grupo. Abrite de esas cosas raras... y algún día me lo vas a agradecer.
Carlos de la Púa, 1931.

Nunca como en esas brevísimas nueve semanas que estuvo en Buenos Aires, percibió tan fuertemente la hostilidad de la farándula y el periodismo porteño.

Al volver a París, Gardel encontró a la Paramount francesa en plena crisis, en el marco de la depresión mundial y de un clima político que se enrarecía, pocos meses antes de que Hitler tomara el poder en Alemania. Transcurrido el primer semestre de 1932 sin novedades y cuando Gardel ya había decidido volver a Buenos Aires, la empresa decidió realizar nuevas películas con el cantor argentino. Para ello designó al experimentado director francés Louis Gasnier, definió un guion adaptado de otro proveniente de Estados Unidos y fijó la fecha de filmación en septiembre de 1932 de una película que llevaría el título de Espérame, con el subtítulo de Andanzas de un criollo en España.
Es en ese momento que toma importancia la presencia de Alfredo Le Pera, con quien Gardel había empezado a congeniar en diciembre del año anterior. Le Pera asumió la carga de reescribir en un brevísimo tiempo un guion lleno de incongruencias culturales y geográficas, producto de los estereotipos estadounidenses sobre el mundo hispanoamericano y de luchar contra el director para aportar humanidad cotidiana a las escenas, rol que reiteraría en las películas siguientes, pero que nunca lo dejaría satisfecho. Pero además, el encuentro de Gardel y Le Pera daría vida a gran parte de las canciones con las que quedaría asociada su fama mundial.
El equipo musical organizado por Gardel estaba integrado por el brillante pianista Juan Cruz Mateo, con quien ya venía actuando y grabando discos, José Sentis (alias Teruel), uno de los argentinos que había instalado el tango en París, el compositor francés Marcel Lattès, que sería asesinado por los nazis en Auschwitz, el director de orquesta cubano Don Aspiazú, el guitarrista Héctor Pettorossi, quien lo acompañara años atrás en Juan Moreira, y el compositor Mario Battistella, que se volvería un autor crucial para Gardel.
Pese a los esfuerzos de Le Pera, la película finalmente no pudo superar la endeblez del guion original, con actores mediocres que desmerecen el resultado final. Gardel interpreta a Carlos Acuña, un cantor enamorado de una joven (Goyita Herrero) que a su vez se ve extorsionada por un rico estanciero. Finalmente, el estanciero es expuesto públicamente y el cantante se queda con la joven. Gardel canta cuatro canciones, entre ellas el tema principal de la película, la rumba «Por tus ojos negros», que compusieron Aspiazú, Le Pera y Carlos Lenzi, el autor de «A media luz». Los otros tres temas son «Estudiante», «Me da pena confesarlo» y «Criollita de mis ensueños», de Gardel, Le Pera y Battistella.
La Paramount tomó conciencia de que era necesario acompañar a Gardel con un elenco de mayor nivel artístico y que había que otorgarle más libertad a Le Pera como guionista. Sin embargo -como sucedería con todas las películas de Gardel para la Paramount-, las decisiones del director y de los encargados del montaje limitarían los esfuerzos de Le Pera para construir filmes con hondura humana y restablecerían los estereotipos.
Nada de eso, de todos modos, impediría que las películas de Gardel alcanzaran una inserción profunda en el alma de los pueblos hispano-hablantes.
En cuanto terminó la filmación de Espérame, la Paramount convocó a la famosa actriz argentino-española Imperio Argentina para encarar la siguiente película, Melodía de arrabal, otra vez con dirección de Gasnier y guion de Le Pera, que incluiría canciones fundamentales del cancionero de Gardel, como el tango «Melodía de arrabal» («Barrio plateado por la luna, rumores de milonga»), de Gardel, Le Pera y Battistella, y «Silencio», de Gardel, Le Pera y Pettorossi. La película es un policial diseñado por Le Pera, en el que Gardel interpreta a un cantor de tangos (Ramírez) en una cantina de La Boca, que con otro nombre también es jugador profesional de cartas. Su novia es Imperio Argentina. En una pelea, Ramírez mata a un matón y se deshace del cuerpo con un ingenioso ardid utilizando un fósforo. El comisario a cargo de la investigación descubre que Ramírez es el mismo que le había salvado la vida años atrás y en la última escena le devuelve el fósforo. En este film, Gardel canta también «Cuando tú no estás» y «Mañanita de sol», esta última a dúo con Imperio Argentina, la única mujer con la que cantó. 
En diciembre de 1932 Gardel e Imperio Argentina realizaron un cortometraje picaresco, con algunos diálogos osados para la época, titulado La casa es seria, dirigido por Jaquelux (Lucien Jaquelux).
Gardel canta en el corto dos canciones que compuso con Le Pera, el tango «Recuerdo malevo» y «Quiéreme». En 1940, cuando París fue ocupada, la cinta fue destruida por las tropas alemanas. Sobrevivieron sin embargo algunos discos Vitaphone que se habían grabado, registrando la totalidad de los diálogos y canciones del filme.

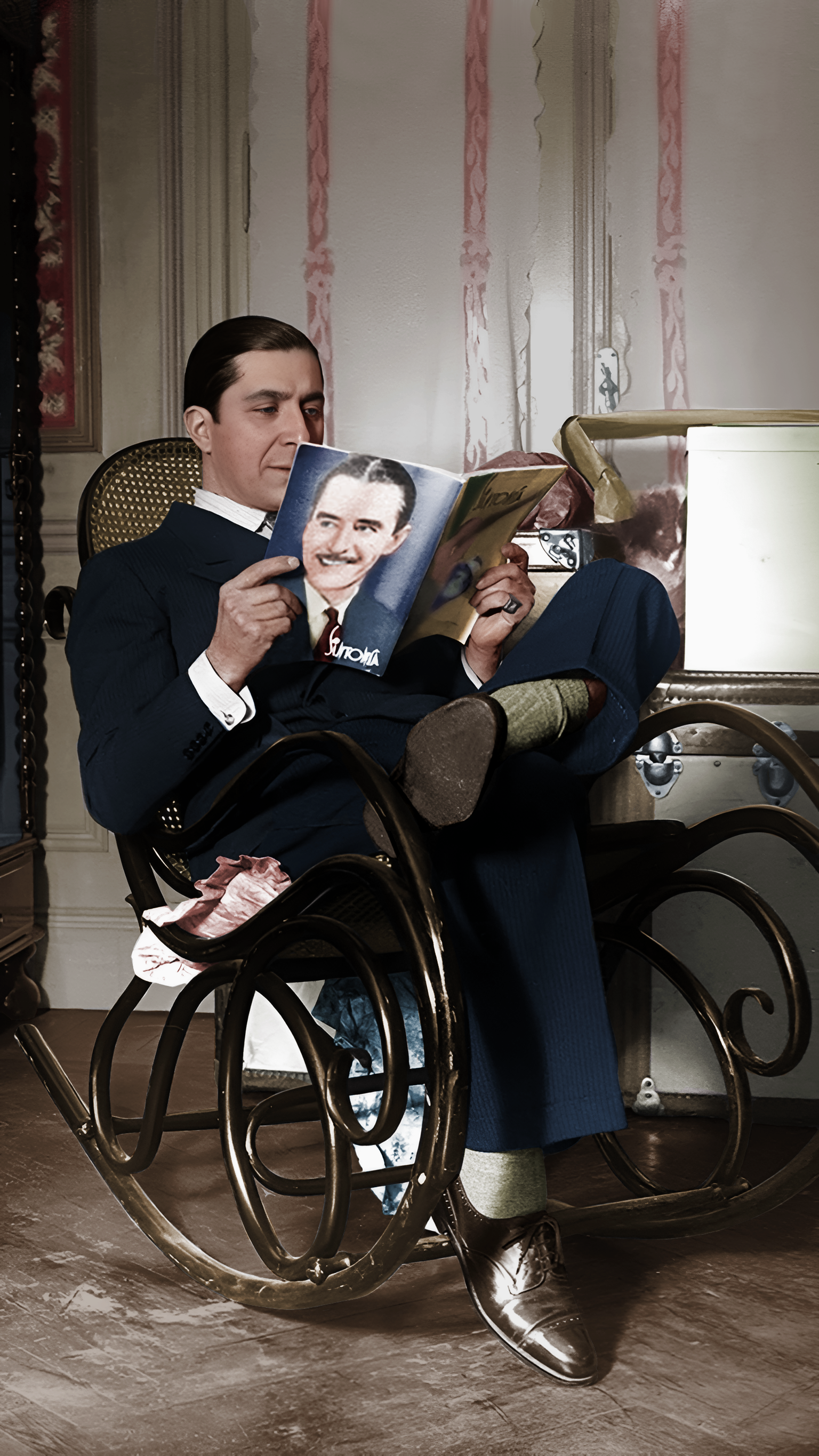
Carlos Gardel en su casa, sentado en una mecedora, leyendo un ejemplar de la revista "Sintonía". 1933.

Gardel volvió a Buenos Aires el 30 de diciembre de 1932, antes de que las películas fueran estrenadas. El 5 de abril de 1933 se estrenó Melodía de arrabal, el 19 de mayo La casa es seria, y el 5 de octubre se estrenó Espérame.
Como era esperable, Melodía de arrabal tuvo mejor recepción que Espérame, y a los tres meses ya había superado el éxito de taquilla que había alcanzado Las luces de Buenos Aires.

Gardel estaba consolidando rápidamente su posición de astro principal del cine hablado en castellano. Así parecía a fines de 1932.

En 1933 se terminó de romper su relación con Razzano por diferencias económicas, agravadas por el desorden en sus cuentas y las deudas. Designó entonces como representante a Armando Defino, uno de sus amigos provenientes de la barra del Café de los Angelitos, antes de ser famoso. Ese año concentró sus presentaciones en el interior de Argentina (Rosario, Santa Fe, Paraná, Arrecifes, San Pedro, Azul, Olavarría, Mendoza, San Juan, Córdoba, Villa María, entre otras ciudades), cantó por radio con una audiencia inaudita, participó en Buenos Aires de la revista De Gabino a Gardel, y grabó varios discos difundidos bajo el título de Gardel canta a Gardel, en los que, utilizando una novedosa tecnología, cantaba a dúo consigo mismo.
En septiembre de 1933 conoció en la radio a Hugo Mariani, un uruguayo que hacía años que vivía en Nueva York, donde había creado y dirigía la Orquesta Sinfónica de la National Broadcasting Corporation (NBC), que tenía incluso un programa llamado El tango romántico. Ambos simpatizaron inmediatamente y Mariani le propuso ir a Nueva York para cantar para la NBC. Pocos días después le llegaba el contrato.
En la noche del 7 de noviembre de 1933, Gardel partió hacia Europa en el barco Conte Biancamano, antes de ir a Estados Unidos. A la mañana Defino, su representante, le había pedido que redactara un testamento ológrafo, es decir escrito de su puño y letra. Ese fue el último día de Gardel en Buenos Aires.

#### Las películas estadounidenses
El 7 de noviembre de 1933 salió nuevamente de gira: fue la última vez que estuvo en Argentina. Primero fue a Barcelona y París, y luego viajó acompañado por el talentoso pianista Alberto Castellanos a Estados Unidos, donde debutó en la radio de la National Broadcasting Company (NBC) de Nueva York el 30 de diciembre siguiente. En sus actuaciones radiales en Nueva York Gardel prescindió de sus guitarristas, con excepción de la audición del 5 de mayo de 1934, en la que cantó desde Nueva York, siendo acompañado de las guitarras de Barbieri, Vivas y Riverol, que se encontraban en Buenos Aires, por medio de un enlace entre la NBC y LS5 Radio Rivadavia de Buenos Aires, evento inédito en la historia de la radiofonía.
En la NBC, Gardel cantó acompañado por la destacada orquesta de la radio neoyorquina, dirigida por Hugo Mariani, desempeñándose como arreglador el músico argentino Terig Tucci, radicado hacía años en Estados Unidos, que le aportó un nuevo sonido basado en armonías novedosas. Tucci y Castellanos congeniaron de inmediato y fueron quienes le sugirieron a Gardel un cambio mayor en su canto: que extendiera el registro de su voz hacia los tonos graves, para llegar a un barítono alto.
Es con esa voz que Gardel registraría sus últimas y más célebres canciones. Gardel pasó por un período de adaptación a la orquesta y las nuevas armonías de Tucci, pero cuando llegó el momento de formar el equipo de músicos que lo acompañaría en sus películas estadounidenses, lo llevó a Tucci como arreglador musical y director.
Las audiciones de Gardel tuvieron una excelente recepción en la importante comunidad latina de Nueva York, que en aquel entonces era de unas 500.000 personas, en una época en la que la población de origen latino en Estados Unidos era muy pequeña.
Gardel convocó a Le Pera a Nueva York para que actuara como su representante en las negociaciones con la Paramount, en un momento en que Estados Unidos padecía la agran depresión de la década de 1930. El contrato se firmó el 20 de marzo de 1934, acordando crear una empresa productora subsidiaria del gigante del cine estadounidense con el nombre de Éxito Corporation, cuyo único accionista sería el cantante argentino.
Inicialmente se realizarían dos películas ese mismo año: Cuesta abajo y El tango en Broadway.
Cuesta abajo debió filmarse en dos semanas, con guion escrito por Le Pera, a partir de su propia vivencia autobiográfica. Gardel y Le Pera tenían en claro que no iban a repetir la imposición europea de que los personajes debían vestir como gauchos. El director fue una vez más el francés Louis Gasnier, impuesto por la Paramount. Encontrar actores que hablaran español fue uno de los grandes problemas de producción. Para los papeles principales contrataron a Mona Maris, una argentina que vivió desde muy niña en Europa, Vicente Padula, Manuel Peluffo y Anita del Campillo. Para los papeles secundarios Gardel convenció para que actuaran en su película a los diplomáticos de Argentina, Chile, Colombia, Venezuela y Perú.
El argumento trata de un cantante de tango (Gardel como Carlos Acosta) que deja a su novia (Anita del Campillo) al enamorarse de una prostituta (Mona Maris). En el momento culminante de la película, Gardel se enfrenta a duelo con el cafisho (Manuel Peluffo) e intenta matarla a ella, en una célebre escena en la que canta "Cuesta abajo" ("si arrastré por este mundo, la vergüenza de haber sido y el dolor de ya no ser..."), de Gardel y Le Pera.
En las canciones principales de la película ("Cuesta abajo", "Mi Buenos Aires querido", "Amores de estudiante" y "Criollita decí que sí"), Gardel está acompañado por un notable quinteto dirigido por Alberto Castellanos en el piano, junto a Remo Bolognini y Hugo Mariani, como primer y segundo violín, Washington Castro en violonchelo y Humberto Di Tata en contrabajo.
Gardel, Le Pera y Castellanos no quedaron del todo satisfechos con la película, sobre todo porque en el proceso de edición, Gasnier y los técnicos de la Paramount quitaron muchas de las escenas más divertidas y chispeantes. Pese a ello la película tuvo un éxito apoteósico, tanto en Estados Unidos como en América Latina. En Nueva York miles de personas desbordaron el cine, ocupando las calles, al punto de que la empresa exhibidora colocó parlantes en la calle para que el público que no había podido entrar a la sala pudiera oír las canciones.
Paradójicamente, solo en los medios periodísticos de Buenos Aires se elevaron críticas a la película, especialmente en la clase alta. Mientras que el público desbordó los cines y exigía que se repitieran las canciones, los diarios tradicionales La Nación y La Prensa cuestionaron la película por la mala imagen que daba de la Argentina. También el letrista Homero Manzi criticaría duramente la película, en un artículo publicado en la revista Antena, por carecer de "valor nacionalista".

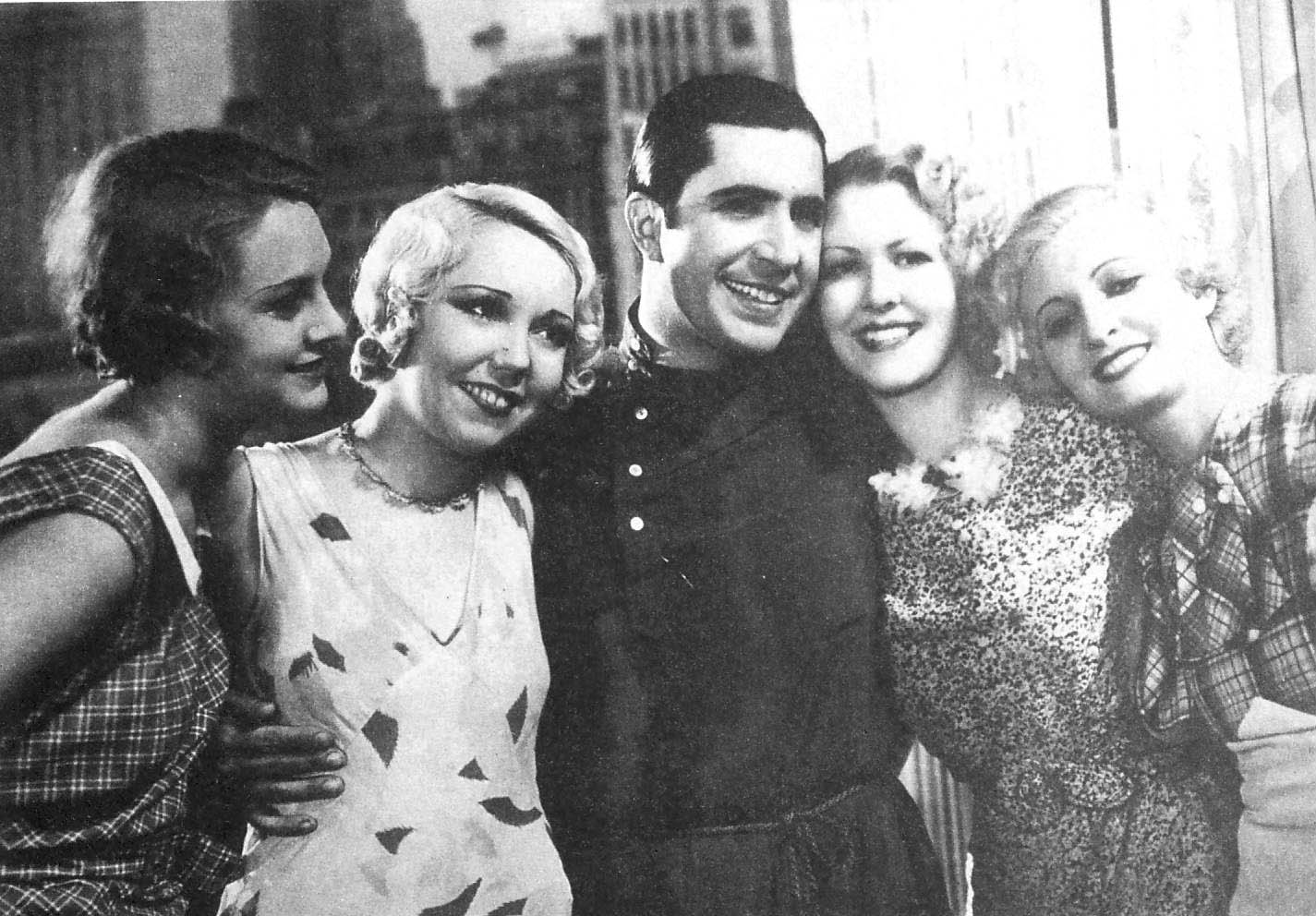
Carlos Gardel junto a las actrices que interpretaron a Peggy, Mary, Betty y Julie, las «Rubias de New York» que aparecen en la película El tango en Broadway de 1934.

El tango en Broadway, por su parte, fue filmada entre fines de junio y la tercera semana de julio de 1934 y el director volvió a ser Louis Gasnier. Para esta ocasión, Gardel y Le Pera buscaron hacer una comedia de enredos que cambiara el tono de las películas anteriores y que a su vez reflejara la situación de los artistas latinos en Estados Unidos.
Nuevamente tuvieron problemas para conseguir actores y actrices que hablaran español. Los papeles principales fueron interpretados por el español Jaime Devesa (el tío), un hallazgo, nuevamente el argentino Vicente Padula, la guatemalteca Blanca Visher (Laurita) y la mexicana Trini Ramos (Celia). En la cinta Gardel interpreta a Carlos Bazán, un representante de artistas latinos.
El argumento trata de un grupo de artistas latinos en Nueva York reunidos alrededor de Gardel, cuando llega el tío, frente a quien intenta aparentar que es un hombre de negocios. Laurita entonces se hace pasar por la novia de Carlos, y su novia, Celia, se hace pasar por su secretaria, generándose sucesivos enredos. Carlos se da cuenta de que en realidad ama a Laurita en una de las escenas culminantes de la película, cuando canta el tango "Soledad" ("En la doliente sombra de mi cuarto al esperar, sus pasos que quizás no volverán...").
Las canciones que interpreta Gardel en la película son "Soledad", el foxtrot "Rubias de New York", "Golondrinas" y "Caminito soleado". En las tres primeras fue acompañado por la orquesta de Terig Tucci y en la última por el piano de Castellano y las guitarras de Cáceres, Ayala y Cornejo.
Una vez más, Gardel y Le Pera no quedaron plenamente satisfechos con la película y tomaron la decisión de prescindir de Gasnier en las siguientes. Ello no obstó a que la película volviese a tener un enorme éxito, consolidando la gardelmanía que se estaba gestando en la comunidad latina estadounidense y en los países hispanoamericanos.
Luego de ir a Francia por poco tiempo, a fines de 1934 volvió Nueva York, actuando en la NBC y filmando el musical Cazadores de estrellas (cuyo título original es The Big Broadcast of 1936), un catálogo de las estrellas musicales de la Paramount, entre las que se encontraban Bing Crosby, Richard Tauber, la Orquesta de Ray Noble con Glenn Miller en el trombón y Los Niños Cantores de Viena, entre otras grandes figuras. En este filme, Gardel trabajó junto a Celia Villa, hija del famoso revolucionario mexicano Pancho Villa, a quien Gardel admiraba.
Allí Gardel cantó dos canciones suyas con Le Pera: un tema campero, "Apure delantero buey", y "Amargura", en una versión bilingüe español-inglés con el título de "Cheating muchachita". La película se estrenó poco después de la muerte de Gardel y por esa razón la Paramount decidió sacar los fragmentos en que él aparecía. Las secciones cortadas en las que aparece el Rey del Tango son muy difíciles de hallar, aunque se sabe que alguna copia de ellas se encuentran en poder de coleccionistas privados.
Entusiasmada con el éxito de las películas de Gardel, la Paramount decidió filmar dos películas más en 1935, que serían sus últimas películas. Gardel y Le Pera ya habían decidido que su etapa de trabajo con Gasnier estaba agotada y eligieron a John Reinhardt, un joven director de origen austríaco, que había dirigido varias películas con actores latinos y que se mostraba mucho más receptivo a las sugerencias de Gardel y Le Pera.
Dos características centrales resaltan en estas últimas dos películas: la primera es la decisión de registrar el canto de Gardel en vivo, eliminando el doblaje tradicional en posproducción; la segunda es la decisión de dirigir el tono de las películas hacia el público de los países de habla española, alejándose tanto del tono porteñista como de los estereotipos europeo-norteamericanos.
El día que me quieras se filmó en enero de 1935, con Reinhardt como director y Le Pera como libretista, ante el fracaso de los libretos que la Paramount encargó a autores argentinos e hispanoamericanos, buscando mejorar el nivel.
También mejoró la calidad de los actores seleccionados. En los papeles principales que acompañan a Gardel (Julio Argüelles) figuran la actriz española Rosita Moreno (que interpreta a Margarita y su hija Marga), Tito Lusiardo (Rocamora), Fernando Adelantado (Carlos Argüelles) y Mario Peluffo (Saturnino). También actúa en una breve escena, por pedido de Gardel, el niño Astor Piazzolla.
En el libreto, Gardel es hijo de un multimillonario, el cual lo rechaza por dedicarse a cantar y por haber formado pareja con una artista (Rosita Moreno como Margarita), a quien le declara su amor con la canción El día que me quieras. Reducidos a la pobreza, Margarita cae enferma gravemente y Gardel se ve forzado a robarle a su padre para sobrevivir. Pese a ello, Margarita muere en una escena histórica en la que Gardel canta Sus ojos se cerraron, que por el grado de emotividad que alcanzó su interpretación dejó al estudio en silencio durante varios minutos antes de estallar en aplausos. El personaje de Gardel queda entonces solo al cuidado de su hija, Marga. El relato se reinicia años después, cuando Gardel y su hija se han convertido en artistas exitosos. Repitiendo la historia de su madre, Marga se enamora de un joven argentino, cuyo millonario padre se opone a la relación ("yo la veo vulgar y demasiado libre"). Todos coinciden en el viaje de vuelta a Buenos Aires donde, en otra escena famosa, apoyado en la baranda del barco, Gardel canta el tango Volver ("Volver con la frente marchita, las nieves del tiempo platearon mi sien"). Finalmente, el personaje de Gardel revela que es el heredero de la empresa en la que trabaja, lo que lleva al padre del joven a cambiar cínicamente de parecer y autorizar el casamiento. En la última escena Gardel, abrazado a su hija y su futuro yerno, de noche y mirando al mar, canta la segunda parte de El día que me quieras.
Le Pera nuevamente se quejó de los cortes de posproducción, pero la película claramente había ganado en calidad frente a las anteriores. La película fue estrenada pocos días después de la muerte de Gardel. En una carta escrita a su representante Defino cuatro días antes de morir, Gardel le dice:

Las noticias que enviaste sobre el El día que me quieras me produjeron mucho placer. Yo ví la película aquí en Bogotá, en privado, y Paramount está loca con el film. ¡Con decirte que van a lanzarlo en 5 teatros al mismo tiempo, en una ciudad donde hay apenas 15 cines!... A mí la película me volvió a causar una impresión inmejorable y sigo creyendo que es mi mejor trabajo cinematográfico y que hemos matado el punto con las canciones. Me alegra la noticia de que se estrena en julio y espero que llegaré con los laureles fresquitos a Buenos Aires.
Carlos Gardel

Tango Bar, la última película de Gardel, se filmó en febrero de 1935. Rainhardt volvió a ser el director y Le Pera el libretista. La producción continuó mejorando el nivel de actuación, incorporando al actor argentino Enrique de Rosas, quien se sumó a Rosita Moreno, Tito Luisardo, Fernando Adelantado y Manuel Peluffo. El argumento es un policial romántico, que gira alrededor de un apostador a las carreras de caballos (Gardel) que pone un tango bar en Barcelona y una ladrona de joyas (Rosita Moreno), que resulta chantajeada. Entre las canciones que la dupla Gardel-Le Pera compone para la película se encuentran los éxitos Por una cabeza y Arrabal amargo.
Terminada la filmación y en medio del éxito con que era reconocido su arte y su ángel, Gardel comenzó a preparar una gira por varios países latinoamericanos.

#### Gardelmanía y la gira latinoamericana
Las películas estadounidenses de Gardel terminaron por consolidar un fenómeno de idolatría popular en el público de habla hispana, completamente inusual para la época.

Luego vinieron Espérame, La casa es seria, Melodía de arrabal, Cuesta abajo y El tango en Broadway, lo que dio comienzo a la "Gardelmanía". Los hombres se peinaban "a la Gardel", llevaban el sombrero inclinado hacia un costado como él, y algunos hasta hablaban de "vos" y "che". Todo el mundo quería aprender a bailar tango.
Arturo Yépez

La gardelmanía produjo también el extraño encuentro entre Gardel y Astor Piazzolla, los dos máximos referentes de la historia del tango, cuando este último tenía apenas doce años. El padre de Piazzolla era un inmigrante argentino en Estados Unidos, que trabajaba de peluquero en Manhattan. Cuando se enteró de que Gardel se había instalado en Nueva York, Piazzolla padre talló una figura especialmente para Gardel y lo envió a su hijo a que se la entregara. La picardía del niño, que trataba a Gardel de Charlie y sabía tocar el bandoneón, generó la simpatía inmediata de Gardel, y se estableció entre los dos una inusual amistad, en la que Astor obró muchas veces como traductor. Como resultado de la misma, Gardel invitó al niño Piazzolla a aparecer como canillita en El día que me quieras y luego fue más allá, invitándolo a formar parte de la comitiva que lo acompañaría en su gira latinoamericana, aunque su padre pensó que era todavía muy joven para ello. Como si se tratara de un guion de película, esa negativa del padre hizo que Astor no estuviera en el accidente aéreo y décadas después se transformara en el gran renovador del tango argentino.
En 1978 Astor Piazzolla le escribió a Gardel una carta imaginaria:

Querido Charlie:...
Jamás olvidaré la noche que ofreciste un asado al terminar la filmación de El día que me quieras. Fue un honor de los argentinos y uruguayos que vivían en Nueva York. Recuerdo que Alberto Castellano debía tocar el piano y yo el bandoneón, por supuesto para acompañarte a vos cantando. Tuve la loca suerte de que el piano era tan malo que tuve que tocar yo solo y vos cantaste los temas del filme. ¡Qué noche, Charlie! Allí fue mi bautismo con el tango.
Primer tango de mi vida y ¡acompañando a Gardel! Jamás lo olvidaré. Al poco tiempo te fuiste con Lepera y tus guitarristas a Hollywood. ¿Te acordás que me mandaste dos telegramas para que me uniera a ustedes con mi bandoneón? Era la primavera del 35 y yo cumplía 14 años. Los viejos no me dieron permiso y el sindicato tampoco. Charlie, ¡me salvé! En vez de tocar el bandoneón estaría tocando el arpa...
Ástor Piazzolla

A medianoche del 28 de marzo de 1935 Gardel salió de Nueva York en el yate Coamo para iniciar su gira latinoamericana por Puerto Rico, Venezuela, Aruba, Curazao, Colombia, Panamá, Cuba y México. Lo acompañaban Le Pera, sus guitarristas Barbieri, Aguilar y Riverol, el boxeador argentino José Corpas Moreno como su secretario y el español José Plaja como su profesor de inglés. En Puerto Rico se sumaría al grupo el puertorriqueño Alfonso Azzaf, como masajista y encargado de la iluminación.
Gardel llegó a Puerto Rico el 1 de abril a las 5 de la mañana. Más de cuarenta mil personas lo estaban esperaban en el puerto, sorprendiendo a una comitiva que recién comenzaba a tomar dimensión de la idoloatría popular que había desencadenado el actor argentino en el público latino. Había sido contratado por una semana, pero la demanda popular fue de tal magnitud que postergó su llegada a Venezuela para actuar durante dos semanas más. Cantó en los teatros Paramount de la capital, Yaguez de Mayagüez, Broadway de Ponce, así como en las ciudades de Yauco, Manatí, Río Piedras, Cayey, Guayama, Cataño y Arecibo.

Gardel conquistó a los puertorriqueños por su simpatía y sencillez. Las casas automotrices, ávidas de publicidad, se peleaban por proporcionar a Gardel uno de sus automóviles, pero el cantor prefería caminar con "su pueblo". En varias oportunidades al ver que mucha gente se había quedado sin poder entrar a sus actuaciones les cantaba desde la plaza del pueblo. Inclusive, llegó a pedirle a Rafael Ramos Cobián, el empresario que lo había traído a la isla, que se rebajase el precio de las taquillas "porque quería estar al alcance de todos", y eso, en detrimento de su propio bolsillo.
Arturo Yépez

El 25 de abril llegó a Venezuela en la motonave "Lara". Otra multitud los esperaba en los muelles de La Guaira y de allí en tren hasta la estación de Caño Amarillo en Caracas. La presión popular sobre el ídolo fue de tal magnitud que demoró enormemente su llegada. Miles de mujeres, especialmente las adolescentes, intentaban abrazarlo y pellizcarlo, e incluso la capota del automóvil en el que iba fue destrozada por la gente para poder verlo, desencadenando una represión policial en la que Le Pera recibió un sablazo en la cara. Actualmente en ese lugar una estatua de Gardel y dos guitarristas, de la artista Marisol Escobar, conmemora la recepción del pueblo venezolano al argentino.
Permaneció en Venezuela doce días, actuando en los teatros Principal y Rialto, así como en el Hotel Majestic y en la Radio de Caracas. También cantó en Valencia, en la población petrolera de Cabimas, donde el público destrozó el circo en el que actuó exigiendo que cantara más canciones, ante el presidente Juan Vicente Gómez en su residencia de Maracay, y finalmente en Maracaibo.
El 23 de mayo Gardel llega a Curazao, donde actuó cinco noches. Allí dona al grupo de exiliados venezolanos la suma de diez mil bolívares que le había regalado el presidente Gómez.
El 28 de mayo arribó por barco a Aruba.
En Aruba, el público lo sacó del palco y lo llevó en andas por toda la ciudad. En esa situación Gardel logró convencer a la gente para que lo llevaran hasta el espigón del puerto, donde abordó el avión que lo llevaría de nuevo a Curazao.
El 2 de junio Gardel llegó a Colombia, desembarcando en Puerto Colombia, que por entonces era la terminal marítima de Barranquilla. El diario El Tiempo de Bogotá, al anunciar el arribo del "Jilguero de las Pampas", decía que "la llegada del cantante argentino saturó a Barranquilla, que está viviendo a ritmo de tango".
Nuevamente el afecto popular se expresaba en multitudes que lo seguían a todos lados, para abrazarlo y besarlo, con escenas de delirio colectivo que obligó una vez más a que intervinieran las fuerzas policiales. En Bogotá más de diez personas invadieron la pista en el momento del aterrizaje.
Desde Bogotá, Barbieri le escribió a su esposa contándole lo que estaba pasando:

El recibimiento fue una cosa nunca vista; había en el campo de aviación miles de personas que vivaban a Carlos y la Argentina; en el teatro no cabía un alfiler, asistió el Presidente de la República; no te imaginás vieja, el cariño que hay por Carlos y la admiración; no hay artista que guste más que él en los países latinos; es algo de leyenda que ya te contaré...
Guillermo Barbieri

En Medellín, uno de los empresarios había intentado disculparse por las molestias de la efusividad popular:

- Empresario: Qué desagradable deber ser para un artista tener que soportar todo esto.
- Carlos Gardel: No es así. Yo me siento feliz y satisfecho con el homenaje del pueblo, porque es mi pueblo que sufre y ríe conmigo y me aplaude, el pueblo que ha formado mi pedestal, mi prestigio y mi gloria.

Actuó en las ciudades colombianas de Barranquilla, Cartagena, Medellín y Bogotá. El domingo 23 de junio cantó por la radio La voz de la Victor, ante un inmenso público que colmó los estudios y la plaza de Bolívar, donde la emisora colocó altoparlantes. Entre otros temas cantó los tangos "Cuesta abajo", "Insomnio", "El carretero" y "No te engañes corazón", para cerrar con "Tomo y obligo". Fue su última actuación.
Antes de cerrar se había despedido con estas palabras:

Antes de cantar mi última canción, quiero decir que he sentido grandes emociones en Colombia. Gracias por tanta amabilidad. Encuentro en las sonrisas de los niños, las miradas de las mujeres y la bondad de los colombianos un cariñoso afecto para mí. Me voy con la impresión de quedarme dentro del corazón de los bogotanos. Voy a ver a mi vieja, pronto. No sé si volveré, porque el hombre propone y Dios dispone. Pero es tal el encanto de esta tierra que me recibió y me despide como si fuera su hijo propio, que no puedo decirles adiós, sino hasta siempre.
Carlos Gardel

Al día siguiente, 24 de junio, Gardel y sus acompañantes debían continuar la gira en Cali. Para ello tomaron un avión piloteado por Stanley Harvey, que se dirigió primero a Medellín, para que asumiera la conducción del vuelo el célebre aviador Ernesto Samper Mendoza, propietario de la empresa SACO. Al momento de despegar del aeropuerto de Medellín, el avión sufrió el accidente que le costó la vida a Gardel y a sus acompañantes, con excepción de Aguilar y Plaja.

## Accidente aéreo y muerte

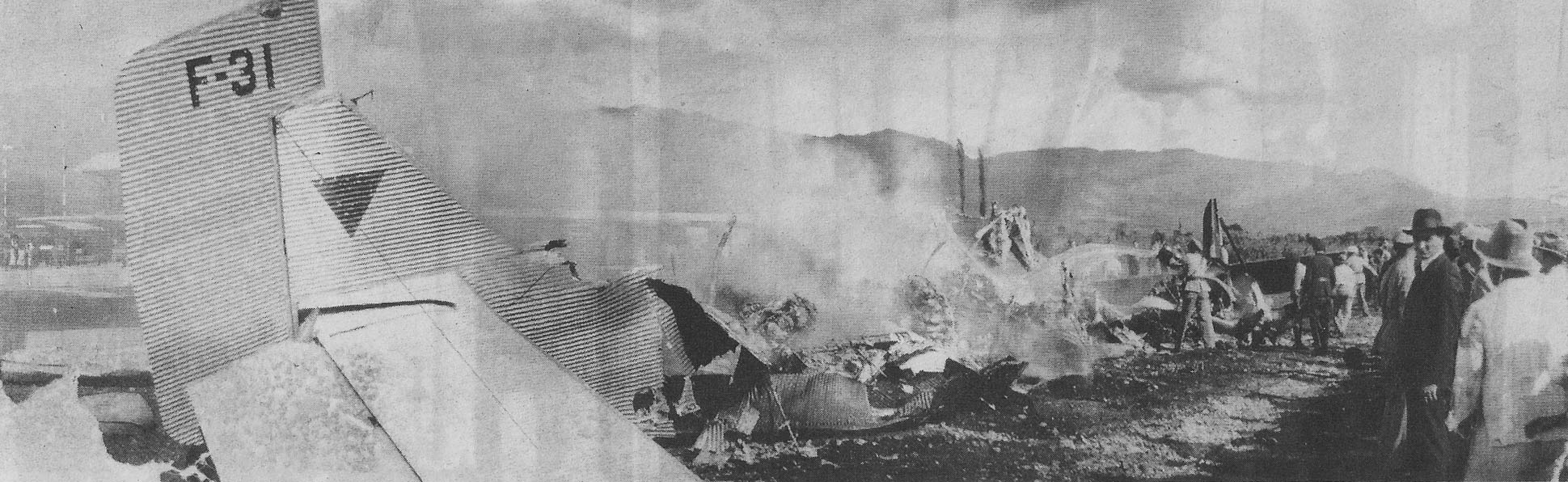
Restos de los aviones después del choque.

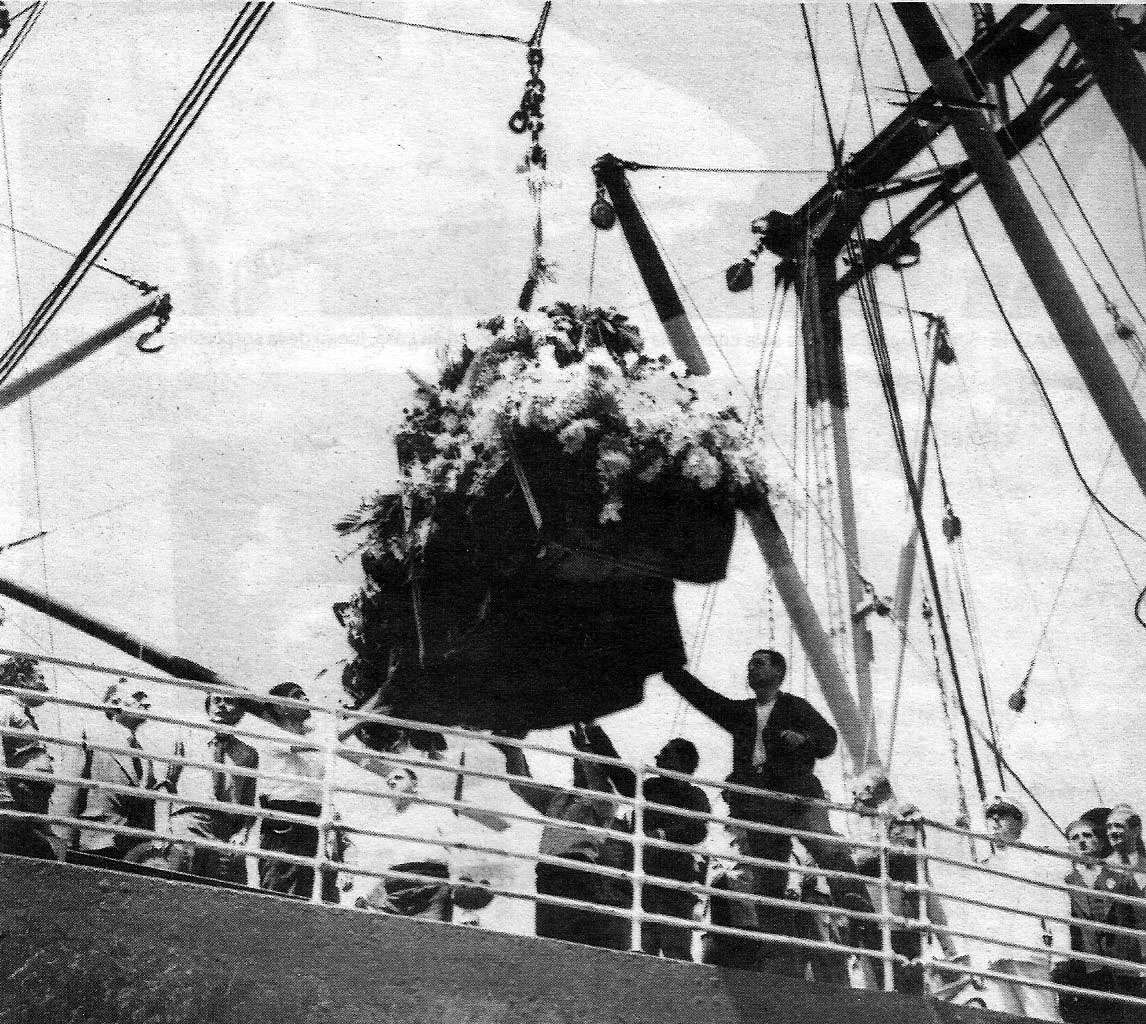
El féretro con los restos de Carlos Gardel arribando a Buenos Aires, para sus funerales e inhumación, en 1936.

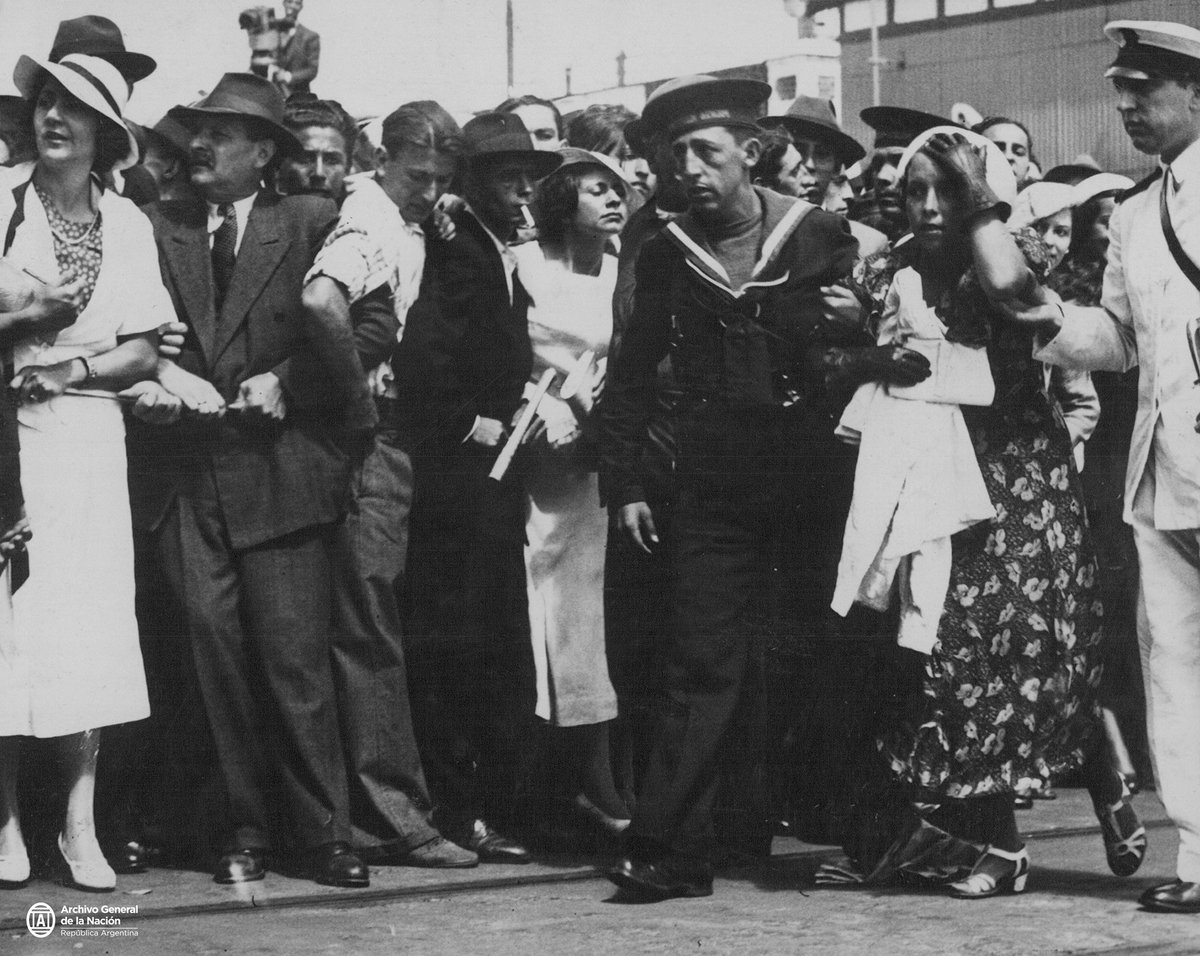
Entierro de Gardel en el Cementerio de la Chacarita, 1936.

El 24 de junio de 1935, Gardel, junto con Alfredo Le Pera, su guitarrista Guillermo Barbieri y su secretario Corpas Moreno, fallecieron en el choque de dos aviones en el momento de despegar, sobre la pista del aeropuerto Olaya Herrera, que se conocía entonces como Aeródromo "Las Playas", de la ciudad de Medellín (Colombia). Días después también morirían Alfonso Azzaf y el guitarrista Ángel Domingo Riverol. En el accidente murieron también el as de la aviación colombiana y dueño de la SACO Ernesto Samper Mendoza, el radiooperador Willis Foster, el empresario chileno Celedonio Palacios y el promotor de espectáculos Henry Swartz, así como los siete ocupantes del otro avión. En total 17 muertos. Solo hubo tres supervivientes: el guitarrista José María Aguilar, José Plaja y Grant Flynt, funcionario de SACO.
El accidente se produjo cuando el avión en que viajaba Gardel, un trimotor Ford de la empresa SACO, se desvió en pleno carreteo de despegue y embistió a otro avión similar de la empresa de origen alemán SCADTA, que esperaba su turno para despegar, incendiándose ambos.
Las causas del accidente nunca fueron establecidas con claridad. Ambas empresas aeronáuticas mantenían una dura competencia, detrás de la cual se encontraban los intereses estratégico-militares de Estados Unidos y Alemania. Ni bien sucedió el accidente, cada una de las empresas se apresuró a atribuirle a la otra la responsabilidad. El propio presidente de Colombia culpó con dureza a la empresa alemana. La justicia, por su parte, decidió que las causas del accidente se debieron a las características de la pista y a un fuerte viento proveniente del sudeste.
Gardel fue enterrado primero en Medellín, pero luego Armando Defino ―su albacea― logró la repatriación del cuerpo. Para dicho fin, el féretro que contenía los restos mortales de Carlos Gardel debió realizar un largo recorrido que incluyó viajes en lomo de burro, carreta, tren y barco. Su cuerpo paseó por las poblaciones interiores de Colombia, luego fue a Panamá, se lo veló en Estados Unidos, y llegó finalmente a la Argentina en barco hacia 1936. Después de un multitudinario funeral en el estadio Luna Park, fue llevado a lo largo de la avenida Corrientes hasta el Cementerio de la Chacarita, donde permanece en una bóveda junto con su madre.

## Los guitarristas de Gardel

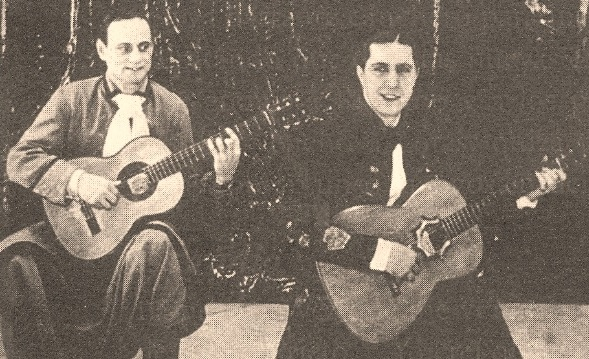
Guillermo Barbieri acompañando a Gardel. Barbieri fue el guitarrista que más tiempo acompañó a Gardel, falleciendo al igual que Riverol en el accidente aéreo donde murió El Zorzal Criollo.

Gardel y Razzano primero y luego Gardel como solista, se caracterizaron por el acompañamiento exclusivo de guitarras.

El acompañamiento con guitarras fue inusual en el tango, ya que si bien la guitarra nunca estuvo del todo excluida en la orquestación tanguera, el peso de la misma cayó sobre el bandoneón centralmente, y secundariamente en el piano y el violín, instrumentos que formaron la llamada «orquesta típica de tango». Las guitarras de Gardel no vienen del mundo tanguero, sino del mundo de la música campera y la payada, del que provenía el dúo.
La utilización del acompañamiento de guitarras y la calidad de los guitarristas elegidos, ha dado lugar a frecuentes debates estéticos.
Inicialmente Gardel y Razzano se acompañaban con guitarras prestadas, pero a medida que se fueron consolidando profesionalmente, recurrieron a la contratación de guitarristas expertos. El primero fue José Ricardo, El Negro José, un músico afroargentino nacido en el barrio de Balvanera de Buenos Aires, que fue contratado en 1916 y permaneció hasta mayo de 1929. En 1921 el dúo contrató como guitarrista al argentino Guillermo Barbieri, que asumió el rol de segunda guitarra hasta el retiro de Ricardo. En 1928, Gardel contrató al uruguayo José María Aguilar, El Indio, que se desempeñó hasta diciembre de 1930, cuando fue despedido por Gardel por un comentario homofóbico en su contra, volviéndose a integrar en 1935. En marzo de 1930 Gardel contrató a Ángel Domingo Riverol, quien lo acompañaría desde entonces. Entre septiembre de 1931 y noviembre de 1933 Julio Vivas integró el grupo de guitarristas y durante este último año se sumó también Horacio Pettorossi, formando un brillante cuarteto con Barbieri, Riverol y Vivas.
Los guitarristas de Gardel eran músicos consumados y Gardel grabó muchas canciones compuestas por ellos, algunas convertidas en clásicos, además de introducir solos de guitarra para su lucimiento, gestos que fueron muy valorados por los propios músicos y los críticos, por el significado artístico y económico que tuvo esa conducta.
Ricardo compuso 11 canciones grabadas por Gardel, entre ellas «Margot» (música junto a Gardel), «Pobre gallo bataraz» y «Resignate hermano» (con Barbieri).
Barbieri compuso 32 tangos grabados por Gardel, entre ellos: Anclao en París, «Viejo smoking», «Incurable», «Mar bravío», «Quién tuviera 18 años», «El que atrasó el reloj», «Pordioseros», «Idilio campero», «Cruz de palo», «Pobre amigo», «La novia ausente», «Preparate p’al domingo», «Resignate hermano» (con Ricardo), «Besos que matan», «Barrio viejo», «Cariñito», «Viejo curda» y «Olvidao».
Aguilar compuso 11 tangos grabados por Gardel, entre los que se destacan «Al mundo le falta un tornillo» (con letra de Cadícamo), «Tengo miedo», «Lloró como una mujer» y «Milonguera».
Entre las canciones propias o en coautoría de Vivas grabadas por Gardel se destacan «El olivo», «Salto mortal», «Quejas del alma» y «Amante, corazón».
Pettorossi fue compositor de tangos célebres de Gardel, como «Silencio» (en coautoría con Gardel y Le Pera), «Angustia», «Esclavas blancas» y «Lo han visto con otra».
Riverol compuso 3 tangos grabados por Gardel, entre ellos «Falsas promesas» y «Trovas».
Barbieri, Riverol y Aguilar acompañaban a Gardel en el vuelo que le causó la muerte. Barbieri murió en el acto, Riverol murió dos días después y Aguilar fue el único sobreviviente del accidente, sufriendo gravísimas heridas.

## Relaciones personales

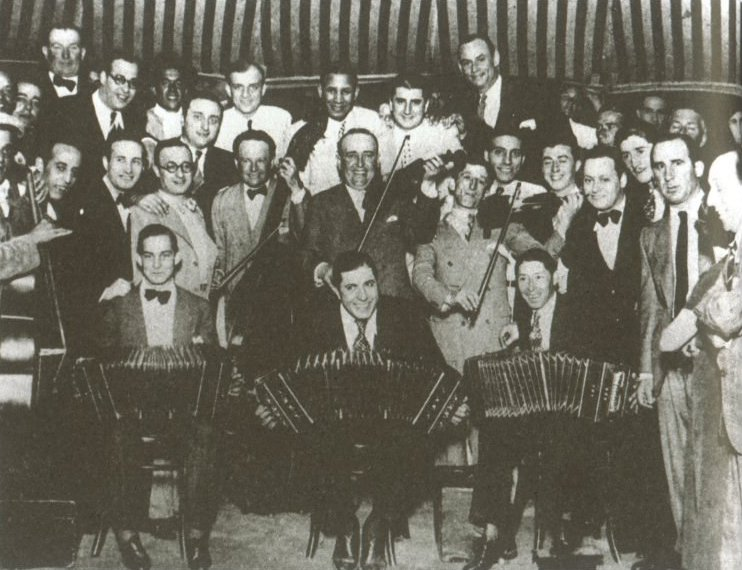
Gardel y sus amigos. Foto tomada el 5 de noviembre de 1933, en la fiesta de homenaje y despedida que le organizara su amigo Francisco Maschio ante la gira mundial que iniciaría dos días después. Gardel nunca más volvería a Buenos Aires. A su izquierda se encuentra su amigo el jockey Irineo Leguisamo y a su derecha el jockey Alfredo Peluffo. La orquesta es la de Edgardo Donato.

La principal relación personal de la vida de Gardel fue con su madre, la inmigrante francesa Marie Berthe Gardes o Berta Gardés, según la versión castellanizada, que para la hipótesis francesista fue su madre biológica y para la hipótesis uruguayista obró como su madre adoptiva. Gardel vivió toda su vida con su madre, aunque durante algún tiempo cuando era adolescente parece ser que huyó de su hogar. Por otra parte, Gardel siempre expresó devoción por su madre, aunque algunos aspectos ambivalentes de la relación señalan aristas complejas no del todo reveladas.
Cuando Gardel se volvió un artista bien remunerado, proveyó a Berta del dinero necesario para visitar todos los años a su madre, hermano y demás familiares franceses de Toulouse, a quien él también visitaba, aunque notablemente nunca viajaron juntos.
Berta se hallaba justamente en Toulouse al momento de la muerte de su hijo.
Al morir Carlos, fue Berta la que heredó todos los bienes de su hijo, incluyendo la casa que este compró para ambos en el barrio del Abasto, en la calle Jean Jaurés 735.
Gardel era una persona extrovertida y simpática, que tendía a establecer fuertes relaciones de amistad, aunque como suele suceder con las personas de fama y fortuna, no siempre eran realmente correspondidas. Entre sus amigos más importantes se destaca la relación con José Razzano, mantenida según este desde 1911 hasta su muerte, aunque en los últimos años se debilitó por razones económicas.
Otros buenos amigos fueron Edmundo Guibourg, con quien se conocían de chicos pero que comenzó a ser su amigo en 1915; el jockey Irineo Leguizamo, a quien Gardel le dedicaría el tango «Leguisamo solo», compuesto por Modesto Papavero;
Francisco Maschio, cuidador de caballos de carrera con el que Gardel compartió su pasión por los «burros», como decía en lunfardo; y los actores Elías Alippi y César Ratti.
Su representante hasta 1932 fue su amigo y compañero José Razzano. En este último año se distanciaron y Gardel designó en su lugar a Armando Defino. Al morir Gardel, Defino y su esposa Adela Blasco constituyeron el soporte espiritual de Berta, incluso viviendo juntos en la casa del Abasto. Berta, que murió en 1943, legó todos sus bienes a Defino, quien a su vez hizo lo mismo con su esposa al morir en 1958. Adela vivió hasta 1984 y falleció sin herederos forzosos, legando todos sus bienes a Nuria de Fortuny.
Con respecto a sus relaciones de pareja, Gardel fue extremadamente reservado con las mismas, no dando a conocer públicamente ninguna relación.
La reserva de Gardel sobre su vida íntima ha dado lugar a diversos y contradictorios rumores y estudios sobre la naturaleza de sus relaciones afectivas y sexuales.
En su correspondencia privada existen amplias constancias sobre Isabel del Valle, una niña de 13 años con la que Gardel se relacionó en 1920 y con la que mantuvo un vínculo ambiguo hasta 1933.
Por otra parte existe unanimidad en el hecho de que Gardel no tuvo hijos.

## Apuestas y deportes
Las carreras de caballos fue la gran pasión de Gardel y quedó reflejada contundentemente en su cancionero en lo que se ha dado en llamar «tangos burreros», tomando la expresión lunfarda de «burros» para referirse al turf.
Muchos de sus amigos pertenecían al mundo de las carreras de caballos, como el célebre jockey Irineo Leguisamo, los hermanos Tortercio, el cuidador Francisco Maschio y el jockey Alfredo Peluffo.
Gardel fue propietario de ocho caballos de carrera: Lunático (su preferido, montado por Leguisamo y cuidado por Maschio), La Pastora, Cancionero, Amargura, Theresa, Guitarrista, Explotó y Mocoroa, estos dos últimos compartidos en propiedad con Leguisamo y Maschio.
Entre los «tangos burreros» del repertorio gardeliano se destacan «Por una cabeza», de su autoría con letra de Alfredo Le Pera en 1935, el único compuesto por él en esta serie temática, y «Leguisamo solo», de Modesto Papavero, en homenaje a su amigo y en el que Gardel al interpretarlo menciona a sus amigos Francisco Maschio y El Pulpo Leguisamo, y a su caballo Lunático:

-Gardel: Bueno, viejo Francisco, decile al Pulpo que a Lunático lo voy a retirar a cuarteles de invierno... Ya se ha ganado sus garbancitos, y la barra, completamente agradecida. Sentí la barra:
-Ricardo y Barbieri: ¡Muy bien!
-Gardel: ¡Salute!
"Leguisamo solo", grabación del 23 de setiembre de 1927.

Otros tangos «burreros» del cancionero de Gardel son «Palermo», de Enrique Pedro Delfino y Juan Villalba y Hermido Braga; «La catedrática» ("Soy una fiera"), de su excompañero Francisco Martino; «Uno y uno», de Traverso y Pollero; «Paquetín, paquetón», de Carlos Dedico, Germán Ziclis y Salvador Merico; «Bajo Belgrano», de Francisco García Jiménez y Anselmo Aieta; «Preparate pa´l domingo», de su guitarrista Guillermo Barbieri y José Rial (h).
Guillermo Barbieri y Eugenio Cárdenas compusieron el tango «Lunático», que llegó a ser grabado por Gardel para el sello Records, y en 1935 se estrenó la película del mismo nombre.
Además de su afición por el turf, jugaba habitualmente a la pelota vasca y a las bochas, salía a trotar y asistía a clases de gimnasia.

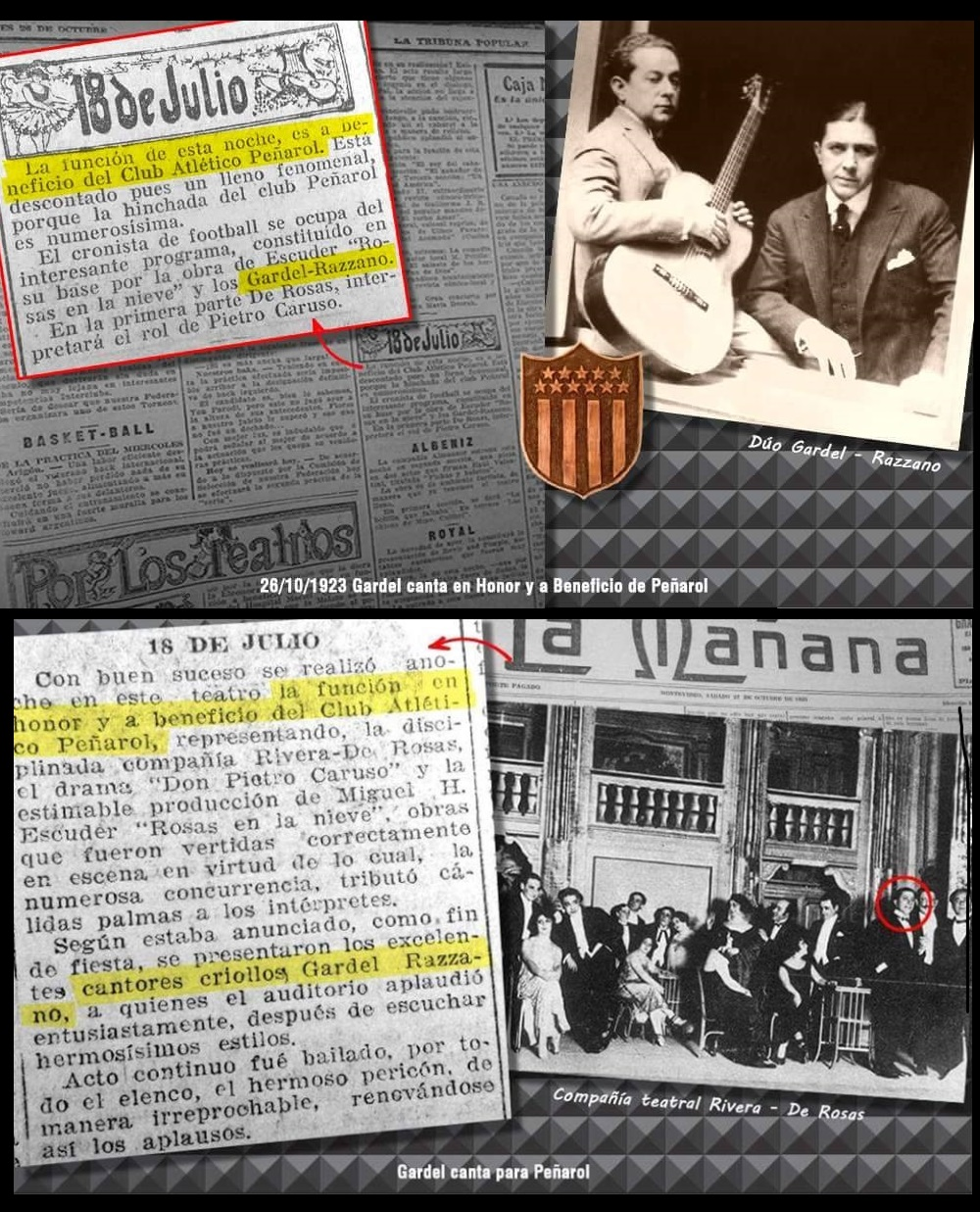

Con respecto al fútbol, Gardel no tenía una afición especial por este deporte, pero no era ajeno al mismo, en una época en la que se masificó la pasión futbolera, vinculándose estrechamente a la identidad rioplatense. En Argentina era socio y simpatizante del Racing Club. En Uruguay participó, junto a su compañero José Razzano, de una función en honor y a beneficio del Club Atlético Peñarol de Montevideo el 26 de octubre de 1923. Fue fotografiado durante un partido del Club Nacional de Football  ante el Barcelona en 1928. Se lo recuerda con una estatua sentado en la tribuna Delgado en el Gran Parque Central. En la ciudad de Rosario supo visitar el estadio del Club Atlético Newell's Old Boys. En España fue simpatizante del Barcelona. Uno de sus tangos futboleros es "Patadura", en honor a Pedro Ochoa, figura de Racing Club de Avellaneda y amigo personal del Zorzal. Siguió la Copa Mundial de Fútbol de 1930 y visitó la concentración argentina. Según Francisco Varallo: "Siempre venía a visitarnos Carlos Gardel, un gran amigo, un fanático del fútbol. Se quedaba hasta las 12 de la noche jugando a la lotería y siempre agarraba la guitarra  para cantarnos las canciones que le pedíamos."
También disfrutaba del boxeo. Entre los tangos cantados por Gardel vinculados al box, se encuentran "Knock out de amor", de Iván Diez y Vicente San Lorenzo.

## Su canto

Pasaje Carlos Gardel, en el barrio del Abasto (Buenos Aires). Se trata de un sector de la antigua calle Guardia Vieja, en el que, en 1911, se encontraron por primera vez Carlos Gardel y José Razzano.

En 1915, el tenor italiano Enrico Caruso llegó a la Argentina para cantar al Teatro Colón, y al volverse en barco al Brasil se dio la coincidencia de que en él se encontrase Carlos Gardel, que era amigo de muchos de los profesores de la Orquesta Estable. Algunos de ellos lo convencieron para que se encontrara con el famoso italiano. Así lo hizo y una vez que Caruso lo escuchó cantar un tango, una zamba y una cueca, el italiano le comentó: “Si usted hubiera estudiado seriamente, sería el mejor barítono del mundo”. Con el tiempo, efectivamente, Carlos Gardel eligió como maestro al prestigioso profesor Alberto Castellanos, quien le cambió el registro de tenor a barítono. Por eso, en los primeros discos de Gardel, se percibe su canto en un tono más agudo, mientras que en los últimos se lo escucha más cómodo en el registro apropiado.
Su voz fue evolucionando, ajustando su dicción a los cambios de los sistemas de grabaciones acústicas. El maestro Eduardo Bonessi, quien fue profesor de canto de Gardel, dijo hacia 1963:

Era de una calidad extraordinaria y de un timbre maravilloso para el tango. Tenía un registro de barítono brillante y jamás desafinaba. En cuanto a su tesitura, su extensión alcanzaba a «dos octavas», que manejaba a plena satisfacción. Es una buena extensión para un cantor popular. Gardel poseía un gran temperamento ―expresivo al máximo― y estaba dotado naturalmente de un instrumento en la garganta. Un instrumento que luego perfeccionó y supo conservar. Era un hombre conocedor de su valor, que no derrochaba su voz como muchos suponen. Tenía una laringe completamente sana y esa era una de las razones por las cuales le resultaba fácil pasar de los graves a los agudos y viceversa... Era estudioso y responsable. Sabíase único en el género y cuidaba su voz. Consciente de que la voz se cuida también mediante el cuidado físico, hacía gimnasia diariamente durante una hora o más... De acuerdo a la voz que tenía y al modo de emplearla, si Gardel hubiese llegado a vivir cien años, hubiera seguido cantando igual.
Eduardo Bonessi

En su libro Carlos Gardel: a la luz de la Historia, de la Fundación BankBoston (Montevideo, 2000), el arquitecto Nelson Bayardo, que durante más de treinta años investigó su vida y sus orígenes, describe su voz resaltando cinco aspectos:

«Carlos Gardel, el corazón del tango», por el fileteador Martiniano Arce (2006).

- Un innato sentido musical, que le permitió aventurarse sin esfuerzo en más de 30 géneros musicales diferentes.
- Un excepcional timbre vocal, que cambió de tenor, al principio, para acercarse al barítono al final de su vida, incluso cuando cantaba la segunda parte en dúo con Razzano, lo que le permitió, más tarde, grabar los inolvidables duetos con él mismo, en los que cantaba ambas partes.
- Una versatilidad sin igual, gracias a la cual podía realizar una amplia gama de estilos, ya sea dramático o cómico, sentimental o irónico, evocador o grotesco. Cada vez, como solía decir Ayestarán (musicólogo uruguayo), parecido pero diferente al mismo tiempo. El vivaz Gardel en «Te fuiste, ¡jajá!» no se parece a la angustiada voz de «Mi noche triste», dos canciones con idéntico contenido, un hombre abandonado por su esposa, pero en el que el sonido de las dos primeras palabras (Te fuiste y Percanta) es suficiente para que el oyente adivine de inmediato el tono alegre o triste de cada canción.
- Una creatividad sin límites, que fue capaz de utilizar sencillamente porque él fue quien había inventado el tango-canción, y por lo tanto fue la única persona que pudo determinar su estilo. Utilizó varios trucos, incluyendo pequeños discursos antes o durante sus canciones, risas, toses e interrupciones; el clásico «jmmm» que esparció a lo largo de sus canciones; silencios espontáneos que rozaban lo dramático, como en Anoche a las dos (una canción que, si no fuera Gardel quien la cantara, sería inmediatamente olvidable), en la que adapta su voz para cantar las líneas del marido traicionado, de un cliente atento en un café y un oficial de policía: algo que, sin su original manera de realizar un arte que le era tan propia, habría bordeado el ridículo, como otras piezas que a veces simplemente no eran suficientemente buenas para el cantante.
- Por último, su expresividad, que, según el famoso Rubén Pesce, lo convirtió en un «actor tanguero». Casto Canel dijo al respecto que «él se escapa de las mecánicas reglas del metro, llegando más temprano, tarde o fuera de tiempo, acortando o alargando una frase, a veces puede ser oído un riguroso refinamiento, o un poderoso y sofocante silencio; con una palabra puede crear una experiencia musical más profunda que la alcanzable por puros patrones aritméticos».

Con respecto a la «N» que Gardel pronunciaba como una «R», el cantor argentino Edmundo Rivero, en un libro dedicado exclusivamente al análisis técnico de su canto, dio la siguiente explicación:

Se debe a que la «n» es consonante líquida y puede perder su sonoridad al encontrarse con una consonante sorda [una «t» o una «p»], de las que obstruyen el pasaje del aire (son oclusivas), y al pronunciar anterior a ellas la «n», esta se apoya en la nariz y ―sabiendo que en el canto elevado esto es antiestético y reprochado― Gardel enviaba el aire directamente hacia adelante (siempre apoyada).

## Homenajes

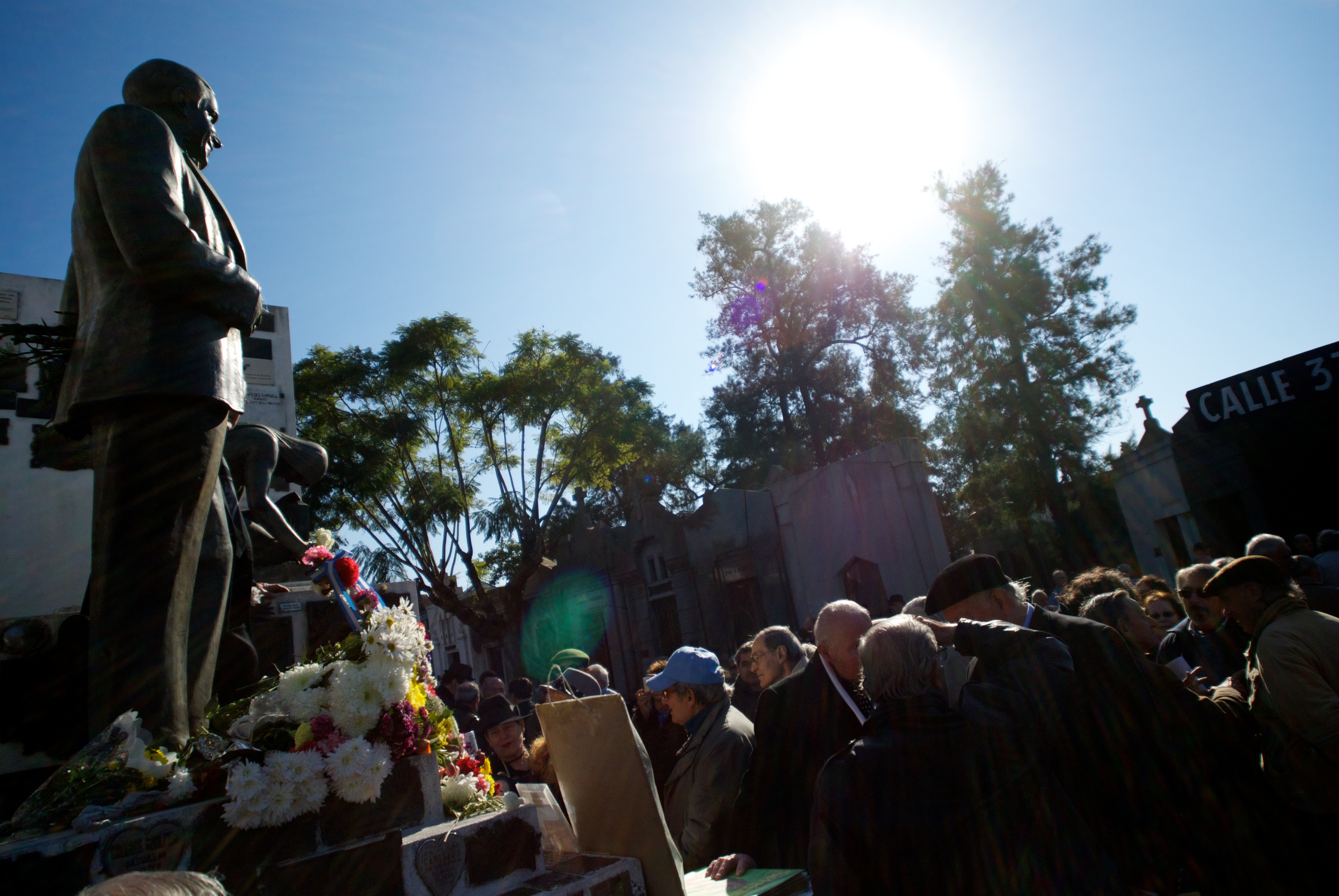
Admiradores recordando a Gardel ante su tumba en el cementerio de la Chacarita en Buenos Aires, en 2012, al cumplirse 77 años de su muerte.

En 1985 la Fundación Konex lo homenajeó con el Premio Konex de Honor por su incalculable aporte a la historia de la música popular argentina.
En Medellín existe el Barrio y la estación de MetroPlus Gardel. También en esta ciudad La Gran Logia de la Masonería en Antioquia, otorga anualmente la Orden Mérito en las artes, la cultura y las letras, Carlos Gardel.
El asteroide (6380) Gardel fue nombrado así en su honor.

### Día de Carlos Gardel

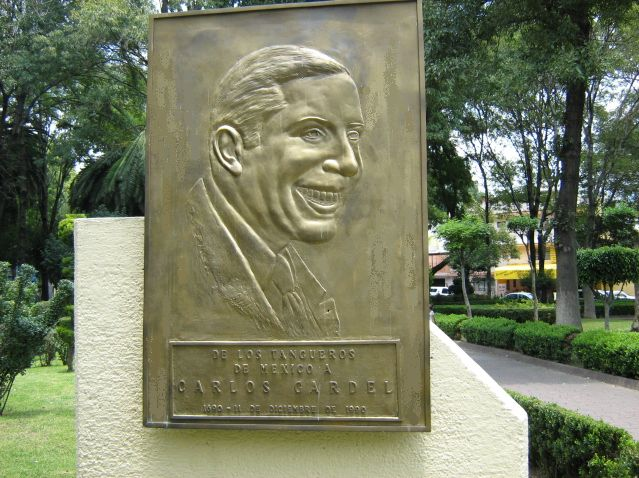
Placa conmemorativa por el centenario de su nacimiento, en Ciudad de México, 1990 (a pesar de que nunca visitó México).

El 24 de junio de 2005, por decisión conjunta de las autoridades municipales de las ciudades de Buenos Aires, Montevideo, Tacuarembó y Medellín (donde falleció), se recordaron los 70 años de la muerte de Carlos Gardel. Por primera vez, se obvió la conmemoración del llamado Día de Carlos Gardel en la ciudad francesa de Toulouse.

### Día del Tango
En Argentina se celebra cada 11 de diciembre el Día del Tango, debido a que ese día nacieron Julio de Caro y Carlos Gardel.

### Monumentos
En 1983 se instaló un monumento en su memoria en la ciudad francesa de Toulouse, gestionado por Martha Báez, Norberto Perlmutter y el intendente de la ciudad, Dominique Baudis.

## Controversias sobre su lugar de nacimiento

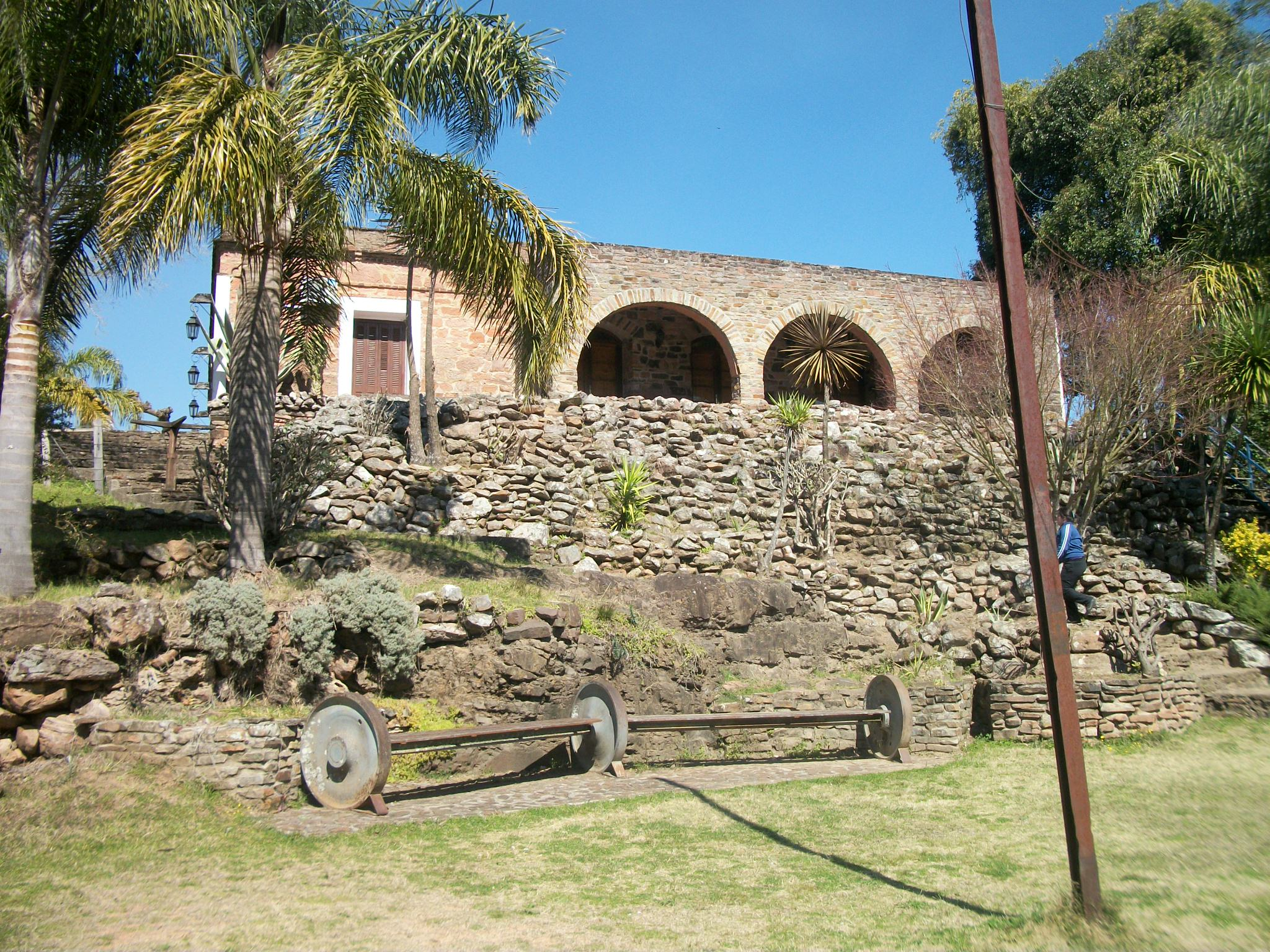
Museo Carlos Gardel en Tacuarembó, Uruguay

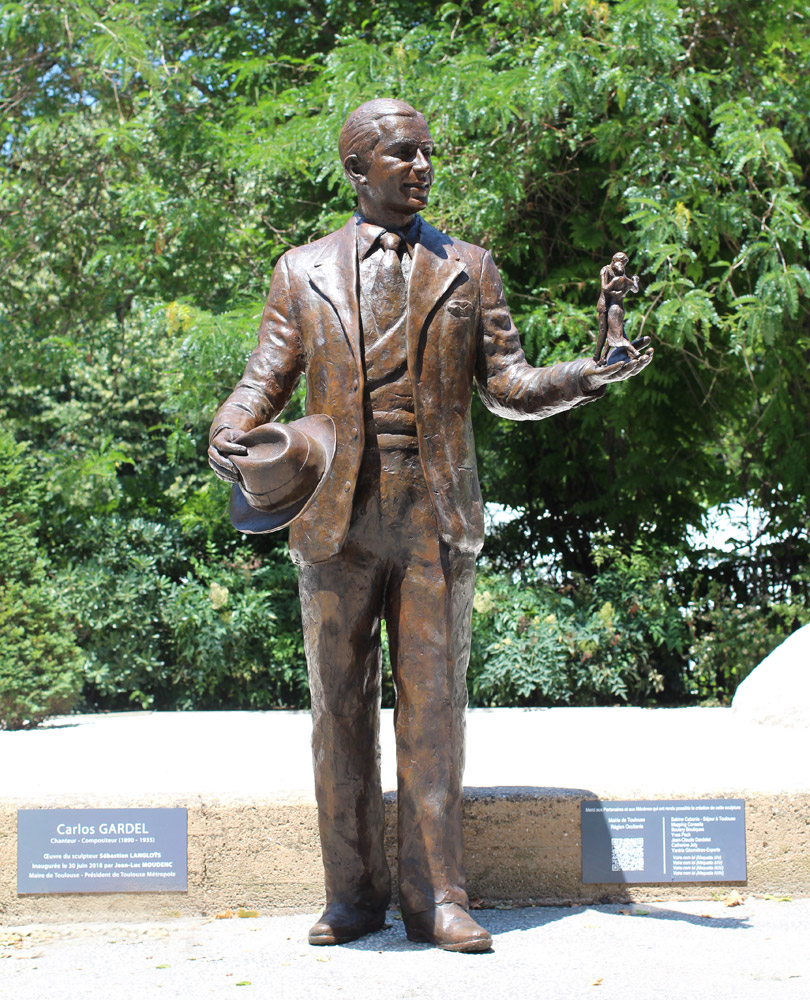
Estatua de Gardel en Toulouse

Existen dos versiones sobre el nacimiento de Carlos Gardel: una sostiene que nació en Francia y la otra que nació en Uruguay. La primera es conocida como la «hipótesis francesista» y la segunda como la «hipótesis uruguayista». Ambas difieren también en el año de nacimiento y en gran cantidad de hechos de su vida personal, relacionados con su identidad, principalmente durante su infancia y adolescencia. Pero ambas versiones coinciden en el hecho de que se nacionalizó argentino en 1923.
Gardel por su parte, en sus declaraciones públicas, fue en general reticente a contestar cuál era su nacionalidad y cuando lo hacía solía expresarse de manera ambigua y sin proporcionar detalles.

### Hipótesis francesista

Monumento en memoria de Gardel en Toulouse.

La «hipótesis francesista» sostiene que Carlos Gardel nació en Toulouse, Francia, el 11 de diciembre de 1890, bajo el nombre de Charles Romuald Gardes, siendo su madre biológica Marie Berthe Gardes y su padre Paul Jean Lasserre, quien no lo reconoció. En 1893 Berthe emigró a la Argentina con su hijo, radicándose en Buenos Aires. Sostienen también que su nombre fue castellanizado en Argentina como Carlos Romualdo Gardés y que adoptó como nombre artístico el de Carlos Gardel, correspondiendo por lo tanto los tres nombres a una misma persona.
Las pruebas documentales principales de la «hipótesis francesista» son la partida de nacimiento de Charles Romuald Gardes en Toulouse, cuya autenticidad no está discutida, y el testamento ológrafo de Carlos Gardel, donde este declara ser Charles Romuald Gardes, hijo de Berthe Gardes, nacido en Toulouse.
La «hipótesis francesista» sostiene que los documentos de Gardel en los cuales figura que nació en Tacuarembó, Uruguay, como el registro de nacionalidad gestionado en 1920, su cédula y sus pasaportes, contienen datos falsos aportados por el propio Gardel para no ser enlistado en las fuerzas francesas para hacer el servicio militar, ni tampoco para luchar por Francia durante la Primera Guerra Mundial. Si Gardel hubiese sido identificado como un ciudadano francés por nacimiento, habría corrido el riesgo de ser llevado a la cárcel por desertor en caso de viajar a Francia o a cualquier país que tuviese un tratado de extradición con Francia.
Esta corriente constituye la posición biográfica tradicional, presentada en la primera biografía de Gardel, escrita en 1946 por su amigo Francisco García Jiménez, sobre las memorias de José Razzano.
Luego de la presentación de la «hipótesis uruguayista» en 1967, surgieron autores dedicados a confirmar la «hipótesis francesista» como el argentino Augusto Fernández, el argentino Carlos Esteban y los franceses Monique Ruffié y Georges Galopa, la francesa Christiane Bricheteau, Raúl Torre y Juan Fenoglio, Enrique Espina Rawson y Norberto Regueira.
Entre los biógrafos de Gardel que aceptan la hipótesis del nacimiento en Toulouse se encuentran el británico Simon Collier, los argentinos Julián y Osvaldo Barsky, y Felipe Pigna.

### Hipótesis uruguayista
La «hipótesis uruguayista» sostiene que Carlos Gardel nació en Tacuarembó, Uruguay, probablemente un 11 de diciembre, siendo su madre María Lelia Oliva, embarazada por el esposo de su hermana Blanca, Carlos Félix Escayola Medina, jefe militar y político de Tacuarembó. El año de nacimiento varía, según los autores, entre 1883, cuando María Lelia tenía 13 años y su hermana Blanca estaba viva, y 1887, cuando María Lelia tenía 17 años y su hermana Blanca ya había fallecido.
La «hipótesis uruguayista» sostiene que al nacer el niño, no fue reconocido por ninguno de sus padres y quedó sin inscripción. Berthe Gardes habría estado en ese entonces en Tacuarembó, haciéndose cargo inicialmente del niño, pero luego viajó nuevamente a Toulouse donde en 1890 tuvo un hijo no reconocido por el padre, al que llamó Charles Romuald Gardes, con quien emigró a la Argentina, donde volvió a hacerse cargo de Carlos, el niño uruguayo. Pocos años después, los padres biológicos de Gardel según la versión uruguayista, Carlos Escayola y María Lelia Oliva, formalizarían su relación, casándose y teniendo seis hijos, hermanos de Gardel.
Gardel, por su parte, siempre habría sabido su verdadera filiación e incluso se habría encontrado algunas veces con sus hermanos.
La base de la «hipótesis uruguayista» es que Charles Romuald Gardes, el hijo de Berthe nacido en 1890 en Toulouse, y Carlos Gardel, criado parcialmente por Berthe y nacido varios años antes en Tacuarembó, fueron personas distintas y que finalmente Gardel terminó tomando la identidad legal de Charles, el hijo biológico y legalmente inscripto de Berthe. Las pruebas documentales principales de la «hipótesis uruguayista» son los documentos uruguayos y argentinos, tramitados por Gardel en 1920 y 1923, cuya autenticidad no está discutida, en los que el propio Carlos Gardel declara haber nacido en Tacuarembó el 11 de diciembre de 1887, identificando a sus padres como Carlos Gardel y María Gardel.
La «hipótesis uruguayista» sostiene que el contenido del testamento de Gardel es falso y que formó parte de una maniobra legal para que Berthe Gardes pudiese heredarlo de acuerdo con las leyes argentinas de la época. También han peticionado judicialmente con resultado negativo la exhumación de los restos de Gardel y su madre, a fin de realizar estudios que establezcan su identidad genética.
Esta corriente fue iniciada por el periodista uruguayo Erasmo Silva Cabrera, alias Avlis, el primero en sostener la hipótesis a partir de 1967.
Otros estudiosos pertenecientes a la corriente uruguayista son el argentino Blas Matamoro, el uruguayo Nelson Bayardo, el uruguayo Eduardo Payssé González, la argentina Martina Iñíguez, el argentino Ricardo Ostuni, el uruguayo Nelson Sica dell’Isola, y el uruguayo Gonzalo Vázquez Gabor.En 1997, Susana Cabrera publicó el libro Los secretos del Coronel, que narra y documenta esta hipótesis, sobre el que se realizó el documental El padre de Gardel (Ricardo Antonio Casas, 2013).

## Idolatría popular
Gran parte de la celebridad y la pasión despertadas por Gardel en vida y luego de muerto se debe a su preocupación por cuidar y difundir su imagen. El poeta Celedonio Flores escribe en el famoso tango "Corrientes y Esmeralda", compuesto en 1933, cuando Gardel todavía vivía, que "cualquier cacatúa sueña con la pinta de Carlos Gardel".
En esa imagen juegan un papel de gran importancia las fotografías que le tomara el fotógrafo hispano-uruguayo José María Silva, en especial los famosos retratos de 1933.
El músico de rock argentino Luis Alberto Spinetta refleja la idolatría popular por Gardel en una de sus canciones más conocidas, "El anillo del Capitán Beto", en la que describe la cabina de un colectivero, donde conviven la famosa foto de Gardel con la pasión futbolera y las creencias religiosas.

Ahí va el Capitán Beto por el espacio,
la foto de Carlitos sobre el comando,
un banderín de River Plate,
y la triste estampita de un santo.
"El anillo del Capitán Beto"
Luis Alberto Spinetta

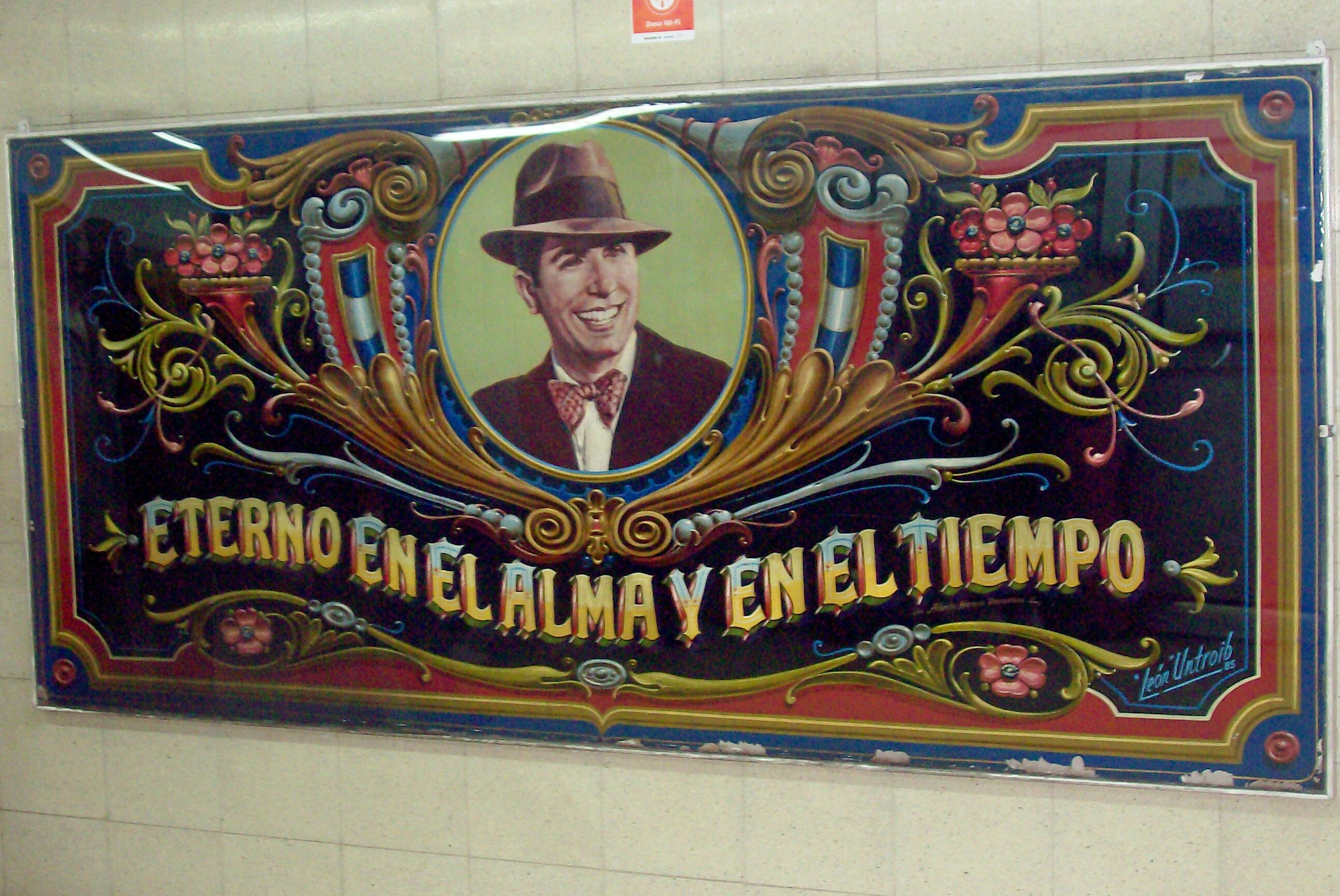
Retrato de Carlos Gardel en la estación de subterráneo Carlos Gardel, que recibió su nombre en su honor, obra del fileteador León Untroib.

Silva conoció a Gardel casi por casualidad, cuando en 1917, estando el dúo Gardel-Razzano en Montevideo, deciden sacarse fotos para difundir su imagen. De ese modo, caminando por la avenida 18 de Julio, la principal de la ciudad, ingresan a un negocio fotográfico en el que Silva trabajaba como empleado, siendo todavía un joven de 20 años. Gardel quedó sorprendido por la calidad inusual para la época de las fotos de Silva, y desde entonces recurrió a él, ya independizado, para sacarse las fotos con las que difundiría mundialmente su imagen.
Luego de 1917, Gardel se saca otras dos grandes tandas de fotos con Silva: la primera en 1923, antes de partir en su primera gira a Europa, en la que se toma la conocida foto vestido de gaucho -porque en el "viejo continente" se asociaba estereotipadamente el tango con el gaucho-; y la última en 1933, donde se toma una secuencia de retratos del rostro, que constituyen los famosos retratos con los que se asocia universalmente la imagen de Gardel. Silva jamás cobró un centavo por los derechos de reproducción.
Silva diría sobre Gardel:

La sonrisa era el sello distintivo de su personalidad y tenía una calidez que ganaba, desde el pique, el afecto de cualquiera.

En 1995, los músicos Eduardo Suárez ("Korneta"), Eli Suárez, Bruno Suárez y Jorge Rossi, oriundos del barrio porteño del Bajo Flores, fundaron la banda de tango-rock Los Gardelitos, la cual fue bautizada en claro homenaje a Carlos Gardel. La temática de esta banda es la fusión de dos de los ritmos más populares de la música argentina, como son el rock nacional con el tango, teniendo en sus letras tintes que rememoran la jerga tanguera de la sociedad porteña. "Korneta" Suárez falleció en el año 2004 y el liderazgo de la banda fue asumido por su hijo, Eli Suárez, en la voz y primera guitarra, mientras que tras continuos recambios en los nombres de la formación inicial (incluido el segundo hijo de Korneta, Bruno, quien dejó la banda en 2001), la formación quedó establecida desde 2017 por Yamil Salvador (guitarra acústica y coros), Pablo Fernández (bajo) y Jerónimo Sica (batería). Por populismo, también se suele hacer referencia a esta banda simplemente como "Gardeles".

## Discografía
Gardel realizó 957 grabaciones, cubriendo 792 temas diferentes.
No solo grabó tangos; también música folclórica, milongas, zambas, rancheras, tonadas, estilos, etc. (treinta géneros en total). Grabó algunos foxtrots, un tango en español e inglés, y también algunas canciones tradicionales en francés e italiano y hasta un tango en guaraní.

### Canciones
- Sos mi tirador plateado (1912). Primera canción grabada por Gardel, que repetirá dos veces más. Música de Carlos Gardel y letra de Oscar Orozco Castell, poeta sanducero. El texto pertenece al poema "Retruco", publicado en el año 1900[238]
- Brisas de la tarde (1912).
- Pobre mi madre querida (1912).
- Mi noche triste (1917).
- Flor de fango (1917).
- Mano a mano (1923).
- Griseta (1924)
- Caminito (1926).
- Siga el corso (1926)
- Isla de Flores (1927). Letra de Roman Machado y música de Arturo César Senez.
- El taita del arrabal, de José Padilla
- Tomo y obligo (1931).
- Silencio (1933).
- Melodía de arrabal (1933).
- Desdén (1933).
- Amores de estudiante (1934).
- Golondrinas (1934).
- Cuesta abajo (1934).
- Mi Buenos Aires querido (1934).
- Soledad (1934).
- Volver (1935).
- Guitarra guitarra mía (1935).
- Por una cabeza (1935).
- Sus ojos se cerraron (1935).
- Lejana tierra mía (1935).
- Volvió una noche (1935).
- Novia ausente
- Por una cabeza
- El día que me quieras (1935).
- Déjà ("Ya"); Folie ("Locura"); Je te dirai ("Yo te diré"); Madame c'est vous ("Señora, es usted"); Parlez moi d'amour ("Háblame de amor") (todas en francés).
- Largue a esa Mujica (1929). Música y letra de Juan Sarcione[239]

## Filmografía
- Flor de durazno (película muda).
  - Sello: Patria Films
  - Director: Francisco Defilipis Novoa
  - Filmada en Dolores (Córdoba) y Buenos Aires. (1917).

- Encuadre de canciones (se trata de diez cortometrajes).
  - Primera filmación sonora realizada en Sudamérica, en 1930, mediante el sistema Movietone (imagen y sonido grabados al mismo tiempo en la cinta). Por el tipo de película (diez canciones filmadas), Gardel se convirtió aquí en pionero de los hoy llamados videoclips.

- Las luces de Buenos Aires
  - Sello: Paramount
  - Director: Adelqui Millar
  - Guion: Manuel Romero y Luis Bayón Herrera
  - Música: Gerardo Matos Rodríguez, con la participación de la orquesta de Julio De Caro
  - Filmada en Joinville (Francia, 1931).
  - Gardel interpreta: «Tomo y obligo» y «El rosal».

- Espérame (en créditos figura como Esperáme; en su momento se subtituló como Espérame: andanzas de un criollo en España).
  - Sello: Paramount
  - Director: Luis Gasnier
  - Guion: Alfredo Le Pera
  - Música: Carlos Gardel, Marcel Lattés y Don Aspiazú. Con la participación de la Orquesta Cubana de Aspiazú y del guitarrista Horacio Pettorossi.
  - Filmada en Joinville (Francia, 1932).
  - Gardel interpreta: «Por tus ojos negros», «Me da pena confesarlo», «Criollita de mis ensueños» y «Estudiante».

- La casa es seria
  - Sello: Paramount
  - Director: Lucien Jacquelux
  - Guion: Alfredo Le Pera
  - Música: Carlos Gardel y Marcel Lattés
  - Filmada en Joinville (Francia, 1932).
  - Cortometraje perdido, cuya banda sonora se conserva.
  - Gardel interpreta: «Recuerdo malevo» y «Quiéreme», que no fue llevada al disco.

- Melodía de arrabal
  - Sello: Paramount
  - Director: Luis Gasnier
  - Guion: Alfredo Le Pera
  - Música: Carlos Gardel, José Sentis, Horacio Pettorossi, Marcel Lattés y Raúl Moretti, con la participación de la orquesta de Juan Cruz Mateo y Horacio Pettorossi.
  - Filmada en Joinville (Francia, 1932).
  - Gardel interpreta: «Melodía de arrabal», «Cuando tú no estás», «Silencio» y «Mañanitas de sol», a dúo con Imperio Argentina.

- Cuesta abajo
  - Sello: Paramount
  - Director: Luis Gasnier
  - Guion: Alfredo Le Pera
  - Música: Alberto Castellanos
  - Filmada en Long Island (Nueva York, 1934).
  - Gardel interpreta: «Amores de estudiante», «Por tu boca roja», «Criollita decí que sí», «Cuesta abajo» y «Mi Buenos Aires querido».

- El tango en Broadway
  - Sello: Paramount
  - Director: Luis Gasnier
  - Guion: Alfredo Le Pera
  - Música: Alberto Castellanos
  - Filmada en Long Island (Nueva York, 1934).
  - Gardel interpreta: «Rubias de New York», «Golondrinas», «Soledad» y «Caminito soleado».

- Cazadores de estrellas
  - Título en inglés: The Big Broadcast of 1936.
  - Sello: Paramount
  - Director: Norman Taurog (y Theodore Reed, en las escenas de Gardel).
  - Filmada en Hollywood (Estados Unidos, en 1935), excepto las de Gardel, realizadas en Long Island (Nueva York, el 15 de diciembre de 1934).
  - Película musical con varios artistas mundiales del momento, entre ellos Bing Crosby, Ethel Merman, George Burns y Ray Noble y su orquesta, con Glenn Miller como integrante. Carlos Gardel participa en dos cuadros, interpretando «Apure delantero buey» y «Amargura».

- El día que me quieras
  - Sello: Paramount
  - Director: John Reinhardt
  - Guion: Alfredo Le Pera
  - Música: Terig Tucci
  - Filmada en Long Island (Nueva York, 1935).
  - Gardel interpreta: «Suerte negra», en trío con Lusiardo y Peluffo; «Sol tropical», «El día que me quieras», con final a dúo con Rosita Moreno; «Sus ojos se cerraron», «Guitarra, guitarra mía» y «Volver».

- Tango Bar
  - Sello: Paramount
  - Director: John Reinhardt
  - Guion: Alfredo Le Pera
  - Música: Terig Tucci
  - Filmada en Long Island (Nueva York, 1935).
  - Gardel interpreta: «Por una cabeza», «Los ojos de mi moza», «Lejana tierra mía» y «Arrabal amargo».